# Amazonが配信するオリジナル番組のリスト
Amazonが配信するオリジナル番組のリストは、Amazonが配信するオリジナル番組をリスト化したものである。
2013年の始めにAmazonはAmazonプライム・ビデオを通じてオリジナルテレビ番組の配信を始めた。番組はアマゾン・スタジオによって制作されている(日本のオリジナル番組はYDクリエイション等と共同制作を行っている)。
Amazonオリジナルの番組は、Amazon Original、PRIME ORIGINAL、Prime Exclusive、Amazon独占配信などのロゴが表示されている。

## オリジナルシリーズ

### ドラマ
| 作品名                                                                                 | ジャンル                          | 日本での配信 | 配信開始日     | シーズン/エピソード     | 状況         |
| -------------------------------------------------------------------------------------- | --------------------------------- | ------------ | -------------- | ----------------------- | ------------ |
| BOSCH/ボッシュ (Bosch)                                                                 | 刑事ドラマ                        | 配信中       | 2015年2月13日  | 7シーズン、68エピソード | 終了         |
| ハンド・オブ・ゴッド (Hand of God)                                                     | サイコスリラー                    | 配信中       | 2015年9月4日   | 2シーズン、20エピソード | 終了         |
| 高い城の男 (The Man in the High Castle)                                                | 歴史改変SF                        | 配信中       | 2015年11月20日 | 4シーズン、40エピソード | 終了         |
| マッド・ドッグス (Mad Dogs)                                                            | ドラマ                            | 配信中       | 2016年1月22日  | 1シーズン、10エピソード | 終了         |
| 弁護士ビリー・マクブライド (Goliath)                                                   | 弁護士ドラマ                      | 配信中       | 2016年10月14日 | 4シーズン、32エピソード | 終了         |
| グッド・ガールズ！〜NY女子のキャリア革命〜 (Good Girls Revolt)                         | 歴史ドラマ                        | 配信中       | 2016年10月28日 | 1シーズン、10エピソード | 終了         |
| スニーキー・ピート (Sneaky Pete)                                                       | クライムドラマ                    | 配信中       | 2017年1月13日  | 3シーズン、30エピソード | 終了         |
| ゼルダ 〜すべての始まり〜 (Z: The Beginning of Everything)                             | 歴史ドラマ                        | 配信中       | 2017年1月27日  | 1シーズン、10エピソード | 終了         |
| パトリオット (Patriot)                                                                 | スパイドラマ                      | 配信中       | 2017年2月24日  | 2シーズン、18エピソード | 終了         |
| ラスト・タイクーン (The Last Tycoon)                                                   | ドラマ                            | 配信中       | 2017年7月28日  | 1シーズン、9エピソード  | 終了         |
| ロア〜奇妙な伝説〜 (Lore)                                                              | アンソロジー・ホラー              | 配信中       | 2017年10月13日 | 2シーズン、12エピソード | 終了         |
| ジャック・ライアン (Tom Clancy's Jack Ryan)                                            | スパイドラマ                      | 配信中       | 2018年8月31日  | 4シーズン、30エピソード | 終了         |
| ロマノフ家の末裔 〜それぞれの人生〜 (The Romanoffs)                                    | アンソロジー・ドラマ              | 配信中       | 2018年10月12日 | 1シーズン、8エピソード  | 終了         |
| ホームカミング (Homecoming)                                                            | 心理スリラー                      | 配信中       | 2018年11月2日  | 2シーズン、17エピソード | 終了         |
| ハンナ 〜殺人兵器になった少女〜 (Hanna)                                                | アクション                        | 配信中       | 2019年3月29日  | 3シーズン、22エピソード | 終了         |
| トゥー･オールド･トゥー･ダイ･ヤング (Too Old to Die Young)                              | クライムドラマ                    | 配信中       | 2019年6月14日  | 1シーズン、10エピソード | 終了         |
| ザ・ボーイズ (The Boys)                                                                | スーパーヒーロー/ブラックコメディ | 配信中       | 2019年7月26日  | 4シーズン、32エピソード | 最終S5更新   |
| カーニバル・ロウ (Carnival Row)                                                        | ファンタジー                      | 配信中       | 2019年8月30日  | 2シーズン、18エピソード | 終了         |
| ナチ・ハンターズ (Hunters)                                                             | ドラマ                            | 配信中       | 2020年2月21日  | 2シーズン、20エピソード | 終了         |
| ザ・ループ TALES FROM THE LOOP (Tales from the Loop)                                   | ドラマ                            | 配信中       | 2020年4月3日   | 1シーズン、8エピソード  | 終了         |
| アレックス・ライダー (Alex Rider)                                                      | スパイ/スリラー                   | 未配信       | 2020年6月4日   | 3シーズン、24エピソード | 終了         |
| ユートピア (Utopia)                                                                    | ドラマ                            | 配信中       | 2020年9月25日  | 1シーズン、8エピソード  | 完結         |
| ザ・ワイルズ 〜孤島に残された少女たち〜 (The Wilds)                                    | ドラマ                            | 配信中       | 2020年12月11日 | 2シーズン、18エピソード | 終了         |
| (Tell Me Your Secrets)                                                                 | スリラー                          | 未配信       | 2021年2月19日  | 1シーズン、10エピソード | 終了         |
| (Paradise City)                                                                        | 超自然スリラー                    | 未配信       | 2021年3月25日  | 1シーズン、10エピソード | 終了         |
| ゼム (Them)                                                                            | アンソロジー/ホラー               | 配信中       | 2021年4月9日   | 2シーズン、18エピソード | 保留         |
| 地下鉄道 〜自由への旅路〜 (The Underground Railroad)                                   | ドラマ                            | 配信中       | 2021年5月14日  | 10エピソード            | ミニシリーズ |
| Solos 〜ひとりひとりの回想録〜 (Solos)                                                 | SF/アンソロジー                   | 配信中       | 2021年5月21日  | 1シーズン、7エピソード  | 終了         |
| パニック 〜秘密のゲーム〜 (Panic)                                                      | YAドラマ                          | 配信中       | 2021年5月28日  | 1シーズン、10エピソード | 終了         |
| ラストサマー (I Know What You Did Last Summer)                                         | ヤングアダルト/ホラー             | 配信中       | 2021年10月15日 | 1シーズン、4エピソード  | 終了         |
| ホイール・オブ・タイム (The Wheel of Time)                                             | ファンタジー                      | 配信中       | 2021年11月19日 | 2シーズン、16エピソード | 更新         |
| ジャック・リーチャー 〜正義のアウトロー〜 (Reacher）                                   | ドラマ                            | 配信中       | 2022年2月4日   | 2シーズン、16エピソード | 更新         |
| アウターレンジ 〜領域外〜 (Outer Range)                                                | スリラー                          | 配信中       | 2022年4月15日  | 2シーズン、15エピソード | 終了         |
| 天空の旅人 (Night Sky)                                                                 | SF                                | 配信中       | 2022年5月20日  | 1シーズン、8エピソード  | 終了         |
| 私たちの青い夏 (The Summer I Turned Pretty)                                            | ドラマ                            | 配信中       | 2022年6月17日  | 2シーズン、15エピソード | 更新         |
| ターミナル・リスト (The Terminal List)                                                 | スリラー                          | 配信中       | 2022年7月1日   | 1シーズン、8エピソード  | 更新         |
| ペーパーガールズ (Paper Girls)                                                         | SF                                | 配信中       | 2022年7月29日  | 1シーズン、8エピソード  | 終了         |
| ロード・オブ・ザ・リング: 力の指輪 (The Lord of the Rings: The Rings of Power)         | ファンタジー                      | 配信中       | 2022年9月2日   | 2シーズン、16エピソード | 更新         |
| ジャングル 〜絶望の街〜 (Jungle)                                                       | 音楽ドラマ                        | 配信中       | 2022年9月30日  | 1シーズン、6エピソード  | 終了         |
| ペリフェラル 〜接続された未来〜 (The Peripheral)                                       | SF                                | 配信中       | 2022年10月21日 | 1シーズン、8エピソード  | 終了         |
| デビルズアワー 〜3時33分〜 (The Devil's Hour)                                          | スリラー                          | 配信中       | 2022年10月28日 | 1シーズン、6エピソード  | S3まで更新   |
| リグ 〜霧に潜むモノ〜 (The Rig)                                                        | サスペンス/アクション             | 配信中       | 2023年1月6日   | 1シーズン、6エピソード  | 更新         |
| デイジー・ジョーンズ・アンド・ザ・シックスがマジで最高だった頃 (Daisy Jones & The Six) | ミュージカル/ドラマ               | 配信中       | 2023年3月3日   | 10エピソード            | ミニシリーズ |
| キラー・ビー (Swarm)                                                                   | ホラー                            | 配信中       | 2023年3月17日  | 1シーズン、7エピソード  | 保留         |
| パワー (The Power)                                                                     | SF                                | 配信中       | 2023年3月31日  | 1シーズン、9エピソード  | 保留         |
| 戦慄の絆 (Dead Ringers)                                                                | 心理スリラー                      | 配信中       | 2023年4月21日  | 6エピソード             | ミニシリーズ |
| シタデル (Citadel)                                                                     | スパイスリラー                    | 配信中       | 2023年4月21日  | 1シーズン、6エピソード  | 更新         |
| ホラー・オブ・ドロレス・ローチ (The Horror of Dolores Roach)                           | ホラー                            | 配信中       | 2023年7月7日   | 1シーズン、8エピソード  | 終了         |
| 赤の大地と失われた花 (The Lost Flowers of Alice Hart)                                  | ドラマ                            | 配信中       | 2023年8月3日   | 7エピソード             | ミニシリーズ |
| シェルター (Harlan Coben's Shelter)                                                    | スリラー                          | 配信中       | 2023年8月18日  | 8エピソード             | 終了         |
| ウィルダネス ～荒野の裏切り～ (Wilderness)                                             | 心理スリラー                      | 配信中       | 2023年9月15日  | 6エピソード             | 保留         |
| ジェン・ブイ (Gen V)                                                                   | スーパーヒーロー/ブラックコメディ | 配信中       | 2023年9月29日  | 1シーズン、8エピソード  | 更新         |
| エクスパッツ ～異国でのリアルな日常～ (Expats)                                         | ドラマ                            | 配信中       | 2024年1月26日  | 6エピソード             | ミニシリーズ |
| 女子高生は泣かない (Big Girls Don't Cry)                                               | 青春ドラマ                        | 配信中       | 2024年3月14日  | 7エピソード             | 保留         |
| バクスター家 ～愛と絆～ (The Baxters)                                                  | ファミリードラマ                  | 配信中       | 2024年3月28日  | 8エピソード             | 保留         |
| フォールアウト (Fallout)                                                               | ポストアポカリプスドラマ          | 配信中       | 2024年4月11日  | 8エピソード             | 保留         |
| 今後配信予定                                                                           |                                   |              |                |                         |              |

### コメディー
| 作品名 | ジャンル                   | 日本での配信 | 配信開始日              | シーズン/エピソード     | 状況         |
| --- | -------------------------- | ------------ | ----------------------- | ----------------------- | ------------ |
| ベータス (Betas) | コメディ                   | 配信中       | 2013年4月19日           | 1シーズン、11エピソード | 終了         |
| アルファ・ハウス (Alpha House) | 政治風刺                   | 配信中       | 2013年4月19日           | 2シーズン、21エピソード | 終了         |
| トランスペアレント (Transparent) | コメディドラマ             | 配信中       | 2014年9月26日           | 5シーズン、41エピソード | 終了         |
| モーツァルト・イン・ザ・ジャングル (Mozart in the Jungle) | コメディドラマ             | 配信中       | 2014年12月23日          | 4シーズン、40エピソード | 終了         |
| レッド・オークス (Red Oaks) | コメディ                   | 配信中       | 2015年10月10日          | 3シーズン、26エピソード | 終了         |
| ワン・ミシシッピ 〜ママの生きた道、ワタシの生きる道〜 (One Mississippi) | コメディドラマ             | 配信中       | 2016年9月9日            | 2シーズン、12エピソード | 終了         |
| ウディ・アレンの６つの危ない物語 (Crisis in Six Scenes) | コメディ                   | 配信中       | 2016年9月30日           | 1シーズン、6エピソード  | 終了         |
| アイ・ラブ・ディック (I Love Dick) | コメディドラマ             | 配信中       | 2017年5月12日           | 1シーズン、8エピソード  | 終了         |
| 刑事★コムラッド 〜同志に別れを〜 (Comrade Detective) | コメディドラマ             | 未配信       | 2017年8月4日            | 1シーズン、6エピソード  | 終了         |
| The Tick / ティック〜運命のスーパーヒーロー〜 (The Tick) | コメディ                   | 配信中       | 2017年8月25日           | 2シーズン、22エピソード | 終了         |
| マーベラス・ミセス・メイゼル (The Marvelous Mrs. Maisel) | コメディドラマ             | 配信中       | 2017年11月29日          | 5シーズン、43エピソード | 終了         |
| ジャン＝クロード･ヴァン･ジョンソン (Jan-Claude Van Johnson) | コメディドラマ             | 配信中       | 2017年12月15日          | 1シーズン、6エピソード  | 終了         |
| デンジャラス・ブック 〜少年たちの危険な本〜 (The Dangerous Book for Boys) | コメディドラマ             | 配信中       | 2018年3月30日           | 1シーズン、6エピソード  | 終了         |
| フォーエバー 〜人生の意味〜 (Forever) | コメディドラマ             | 配信中       | 2018年9月14日           | 1シーズン、8エピソード  | 終了         |
| モダン・ラブ (Modern Love) | 恋愛コメディ・アンソロジー | 配信中       | 2019年10月18日          | 2シーズン、16エピソード | 終了         |
| アップロード 〜デジタルなあの世へようこそ〜 (Upload) | SFコメディ                 | 配信中       | 2020年5月1日            | 3シーズン、25エピソード | 保留         |
| トゥルース・シーカーズ 〜俺たち、パラノーマル解決隊〜 (Truth Seekers) | コメディホラー             | 配信中       | 2020年10月30日          | 1シーズン、8エピソード  | 終了         |
| 続々・ボラット カザフスタン検閲・割礼省にギリギリ容認された裏VHS映像集 (Borat: VHS Cassette of Material Deemed "Sub-acceptable" By Kazakhstan Ministry of Censorship and Circumcision) | コメディ                   | 配信中       | 2021年5月24日エピソード | 1エピソード             | ミニシリーズ |
| ボラット アメリカ式ロックダウン&今明かされる真実 (Borat's American Lockdown & Debunking Borat)                                                                                         | コメディ                   | 配信中       | 2021年5月24日           | 7エピソード             | ミニシリーズ |
| オージーのおかしなワールド (The Moth Effect) | コメディ                   | 配信中       | 2021年7月30日           | 1シーズン、6エピソード  | 終了         |
| バック・トゥ・ザ・ラフターズ (Back to the Rafters) | コメディドラマ             | 配信中       | 2021年9月17日           | 1シーズン、6エピソード  | 終了         |
| ハーレム (Harlem) | コメディ                   | 配信中       | 2021年12月3日           | 2シーズン、18エピソード | 保留         |
| ウィズ・ラブ (With Love) | ロマンティックコメディ     | 配信中       | 2021年12月17日          | 2シーズン、11エピソード | 終了         |
| 思うままの世界 (As We See It) | コメディドラマ             | 配信中       | 2022年1月21日           | 1シーズン、8エピソード  | 終了         |
| にわかパパと娘の夏休み (The Lake) | コメディドラマ             | 配信中       | 2022年6月17日           | 2シーズン、16エピソード | 保留         |
| プリティ・リーグ (A League of Their Own) | スポーツコメディ           | 配信中       | 2022年8月12日           | 1シーズン、8エピソード  | 終了         |
| 浮気なママル (Mammals) | コメディドラマ             | 配信中       | 2022年11月11日          | 1シーズン、6エピソード  | 終了         |
| コンサルタント (The Consultant) | ダークコメディスリラー     | 配信中       | 2023年2月24日           | 1シーズン、8エピソード  | 保留         |
| クラス・オブ・2007 (Classs of '07) | コメディ/ドラマ            | 配信中       | 2023年3月17日           | 1シーズン、8エピソード  | 保留         |
| デッドロック ～女刑事の事件簿～ (Deadloch) | コメディ                   | 配信中       | 2023年6月1日            | 1シーズン、8エピソード  | 保留         |
| 僕は乙女座 (I'm a Virgo) | コメディ                   | 配信中       | 2023年6月23日           | 1シーズン、7エピソード  | 保留         |
| SHE ～世界は私にひざまずけ～ (SHE Must Be Obeyed) | コメディ/ドラマ            | 配信中       | 2023年9月29日           | 1シーズン、5エピソード  | 保留         |
| イン・ユア・ドリーム ～秘められた魔力～ (In Your Dreams) | コメディ/SF/アドベンチャー | 配信中       | 2023年11月24日          | 1シーズン、6エピソード  | 保留         |
| Mr. & Mrs. スミス (Mr. & Mrs. Smith) | スパイ/コメディ            | 配信中       | 2024年2月2日            | 1シーズン、8エピソード  | 保留         |
| マイ・レディ・ジェーン (My Lady Jane) | 歴史劇/コメディ            | 配信中       | 2024年6月27日           | 1シーズン、8エピソード  | 保留         |
| ソーセージ･パーティー ～理想郷 フードトピア～ (Sausage Party: Foodtopia) | コメディ                   | 配信中       | 2024年7月11日           | 1シーズン、8エピソード  | 保留         |
| 今後配信予定 |                            |              |                         |                         |              |

### 日本のオリジナル番組（ドラマ・アニメ）
| 作品名                                                    | ジャンル                      | 配信開始日     | シーズン/エピソード     | 補足(配信状況等) |
| --------------------------------------------------------- | ----------------------------- | -------------- | ----------------------- | ---------------- |
| 仮面ライダーアマゾンズ                                    | アクション/ホラー             | 2016年4月1日   | 2シーズン、26エピソード | 終了             |
| はぴまり〜Happy Marriage!?                                | 恋愛ドラマ                    | 2016年6月22日  | 1シーズン、12エピソード | 配信終了         |
| ベイビーステップ                                          | ドラマ                        | 2016年7月22日  | 1シーズン、10エピソード | 配信終了         |
| クレヨンしんちゃん外伝                                    | アニメ                        | 2016年8月3日   | 4シーズン、52エピソード | 終了             |
| 宇宙の仕事                                                | ドラマ                        | 2016年9月8日   | 1シーズン、10エピソード | 終了             |
| 福家堂本舗-KYOTO LOVE STORY-                              | 恋愛ドラマ                    | 2016年10月19日 | 1シーズン、12エピソード | 終了             |
| 東京女子図鑑                                              | ドラマ                        | 2016年12月16日 | 1シーズン、11エピソード | 配信終了         |
| ウルトラマンオーブ THE ORIGIN SAGA                        | アクション                    | 2016年12月26日 | 1シーズン、12エピソード | 終了             |
| ガキ☆ロック〜浅草六区人情物語〜                           | ドラマ                        | 2017年4月14日  | 1シーズン、12エピソード | 終了             |
| TOKYO VAMPIRE HOTEL(東京ヴァンパイアホテル)               | クライムドラマ                | 2017年6月16日  | 1シーズン、10エピソード | 終了             |
| フェイス -サイバー犯罪特捜班-                             | 推理ドラマ                    | 2017年7月11日  | 1シーズン、10エピソード | 終了             |
| 東京アリス                                                | 恋愛ドラマ                    | 2017年8月25日  | 1シーズン、12エピソード | 配信終了         |
| ファイナルライフ -明日、君が消えても-                     | サスペンス                    | 2017年9月8日   | 1シーズン、12エピソード | 配信終了         |
| 日本をゆっくり走ってみたよ〜あの娘のために日本一周〜      | ドラマ                        | 2017年10月20日 | 1シーズン、14エピソード | 終了             |
| チェイス                                                  | ドラマ                        | 2017年12月22日 | 2シーズン、12エピソード | 終了             |
| しろときいろ〜ハワイと私のパンケーキ物語〜                | ドラマ                        | 2018年2月28日  | 1シーズン、25エピソード | 終了             |
| 紺田照の合法レシピ                                        | ドラマ                        | 2018年3月6日   | 1シーズン、10エピソード | 配信終了         |
| 無限の住人-IMMORTAL-                                      | アニメ                        | 2019年10月10日 | 1シーズン、24エピソード | 終了             |
| 湘南純愛組                                                | ドラマ                        | 2020年2月28日  | 1シーズン、8エピソード  | 終了             |
| 誰かが、見ている (Peep Time)                              | コメディ                      | 2020年9月18日  | 1シーズン、8エピソード  | 終了             |
| ホットママ                                                | ドラマ                        | 2021年3月19日  | 1シーズン、12エピソード | 終了             |
| No Activity/本日も異状なし (No Activity)                  | ドラマ                        | 2021年12月17日 | 2シーズン、12エピソード | 保留             |
| 星から来たあなた (My Love from the Stars)                 | ラブロマンス                  | 2022年2月23日  | 1シーズン、10エピソード | 終了             |
| GAME OF SPY/ゲーム・オブ・スパイ (Game of Spy)            | スパイスリラー                | 2022年6月24日  | 1シーズン、10エピソード | 終了             |
| モアザンワーズ/More Than Words (More Than Words)          | ドラマ                        | 2022年9月16日  | 1シーズン、10エピソード | 終了             |
| 結婚するって本当ですか (Map for the Wedding)              | ドラマ                        | 2022年10月7日  | 1シーズン、10エピソード | 終了             |
| モダンラブ・東京〜さまざまな愛の形〜 (Modern Love Tokyo)  | ロマンス/アンソロジー         | 2022年10月21日 | 1シーズン、7エピソード  | 終了             |
| A2Z (A2Z)                                                 | 恋愛ドラマ                    | 2023年2月3日   | 1シーズン、10エピソード | 終了             |
| エンジェルフライト 国際霊柩送還士 (Angel Flight)          | ドラマ                        | 2023年3月17日  | 1シーズン、6エピソード  | 保留             |
| 沈黙の艦隊 (The Silent Service)                           | ドラマ                        | 2024年2月9日   | 1シーズン、8エピソード  | 更新             |
| 僕の愛しい妖怪ガールフレンド (My Undead Yokai Girlfriend) | ホラー/ロマンティックコメディ | 2024年3月22日  | 1シーズン、8エピソード  | 保留             |
| 1122 いいふうふ                                           | ドラマ                        | 2024年6月14日  | 1シーズン、7エピソード  | 保留             |
| 龍が如く～Beyond the Game～                               | ドラマ                        | 2024年10月25日 | 1シーズン、6エピソード  | 保留             |
| 私の夫と結婚して                                          | ドラマ                        | 2025年6月27日  | 1シーズン、10エピソード | 保留             |
| 今後配信予定                                              |                               |                |                         |                  |

### 日本のオリジナル番組（バラエティ・リアリティ・ドキュメンタリー）
| 作品名                                                              | ジャンル         | 配信開始日     | シーズン/エピソード      | 補足(配信状況等) |
| ------------------------------------------------------------------- | ---------------- | -------------- | ------------------------ | ---------------- |
| 内村さまぁ〜ず SECOND                                               | バラエティ       | 2015年11月9日  | 7シーズン、182エピソード | 終了             |
| PRIME JAPAN 日本のこころに出会う                                    | ドキュメンタリー | 2016年5月15日  | 1シーズン、12エピソード  | 終了             |
| RAKUEN 三好和義と巡る楽園の旅                                       | 紀行番組         | 2016年6月30日  | 1シーズン、12エピソード  | 終了             |
| Invisible TOKYO                                                     | ドキュメンタリー | 2016年7月15日  | 1シーズン、8エピソード   | 終了             |
| Harumi's Kitchen                                                    | 料理番組         | 2016年11月4日  | 1シーズン、12エピソード  | 終了             |
| おもてなしグルメ旅                                                  | 紀行番組         | 2016年11月16日 | 1シーズン、4エピソード   | 終了             |
| HITOSHI MATSUMOTO presents ドキュメンタル                           | バラエティ       | 2016年11月30日 | 13シーズン、59エピソード | 保留             |
| 石ちゃんのSAKE旅                                                    | 紀行番組         | 2017年2月3日   | 1シーズン、20エピソード  | 終了             |
| バチェラー・ジャパン                                                | 恋愛リアリティ   | 2017年2月16日  | 5シーズン、70エピソード  | 更新             |
| 今田×東野のカリギュラ                                               | バラエティ       | 2017年6月9日   | 2シーズン、38エピソード  | 終了             |
| 野性爆弾のザ・ワールド チャネリング                                 | バラエティ       | 2017年7月7日   | 3シーズン、17エピソード  | 終了             |
| 千原○ニアの○○-1GP                                                   | バラエティ       | 2017年7月14日  | 1シーズン、12エピソード  | 終了             |
| 戦闘車                                                              | バラエティ       | 2017年10月6日  | 2シーズン、10エピソード  | 終了             |
| HITOSHI MATSUMOTO Presents ドキュメンタル Documentary of Documental | バラエティ       | 2017年11月15日 | 2シーズン、 6エピソード  | 終了             |
| さまぁ〜ずハウス                                                    | コメディ         | 2018年3月2日   | 1シーズン、20エピソード  | 終了             |
| 有吉弘行の脱ぬるま湯大作戦                                          | バラエティ       | 2018年8月3日   | 1シーズン、5エピソード   | 終了             |
| HITOSHI MATSUMOTO presents FREEZE                                   | バラエティ       | 2018年9月19日  | 2シーズン、10エピソード  | 終了             |
| バチェロレッテ・ジャパン                                            | 恋愛リアリティ   | 2020年10月9日  | 3シーズン、29エピソード  | 更新             |
| ザ・マスクド・シンガー                                              | リアリティ       | 2021年9月3日   | 2シーズン、18エピソード  | 終了             |
| ベイクオフ・ジャパン                                                | リアリティ       | 2022年4月22日  | 1シーズン、8エピソード   | 終了             |
| 風雲!たけし城                                                       | バラエティ       | 2023年4月21日  | 1シーズン、8エピソード   | 保留             |
| ラブ・トランジット                                                  | 恋愛リアリティ   | 2023年6月15日  | 2シーズン、16エピソード  | 保留             |
| ここは笑いのふしぎ堂書店                                            | コメディ         | 2023年11月22日 | 1シーズン、6エピソード   | 保留             |
| 最強新コンビ決定戦 THEゴールデンコンビ                              | バラエティ       | 2024年10月31日 | 1シーズン、5エピソード   | 保留             |
| シークレットNGハウス                                                | バラエティ       | 2025年3月27日  | 1シーズン、4エピソード   | 保留             |
| ワロタ！                                                            | コメディ         | 2025年7月18日  | 1シーズン、6エピソード   | 保留             |
| 賞金1億円の人脈＆人望バトル トモダチ100人よべるかな？               | バラエティ       | 2025年8月1日   | 1シーズン、6エピソード   | 保留             |

### 子供向け番組
| 作品名                                                                        | ジャンル           | 日本での配信 | 配信開始日     | シーズン/エピソード     | 状況 |
| ----------------------------------------------------------------------------- | ------------------ | ------------ | -------------- | ----------------------- | ---- |
| Annedroids                                                                    | SF/コメディ        | 未配信       | 2013年4月19日  | 4シーズン、52エピソード | 終了 |
| クリエイティブ・ギャラクシー                                                  | アニメーション     | 配信中       | 2013年4月19日  | 3シーズン、36エピソード | 終了 |
| タンブルリーフ                                                                | ストップモーション | 配信中       | 2013年4月19日  | 4シーズン、51エピソード | 終了 |
| ゴーティマー・ギボン 〜ふしぎな日常〜                                         | ティーンシットコム | 配信中       | 2014年2月6日   | 2シーズン、39エピソード | 終了 |
| ウィッシュンプーフ!                                                           | アニメーション     | 配信中       | 2014年2月6日   | 2シーズン、32エピソード | 終了 |
| まほうのレシピ                                                                | ファンタジー       | 配信中       | 2016年1月15日  | 3シーズン、51エピソード | 保留 |
| プリティ・シュート!                                                           | ティーンシットコム | 配信中       | 2016年8月26日  | 1シーズン、10エピソード | 終了 |
| はたらくクルマのスティンキーとダーティー                                      | アニメーション     | 配信中       | 2016年9月2日   | 2シーズン、39エピソード | 終了 |
| アメリカン・ガール・ストーリー〜メロディ 1963年 愛は負けない〜                | ドラマ             | 配信中       | 2016年10月20日 | 1エピソード             | 終了 |
| アメリカン・ガール・ストーリー 〜メリーエレン 1955年 最高のクリスマス〜       | ドラマ             | 配信中       | 2016年11月24日 | 1エピソード             | 終了 |
| 雪の日                                                                        | アニメーション     | 配信中       | 2016年12月23日 | 1エピソード             | 終了 |
| アメリカン・ガール・ストーリー 〜アイヴィーとジュリー 1976年 幸せのバランス〜 | ドラマ             | 配信中       | 2017年3月23日  | 1エピソード             | 終了 |
| デンジャー＆エッグ 〜なかよし２人のおかしな大冒険〜                           | アニメーション     | 配信中       | 2017年6月30日  | 1シーズン、13エピソード | 終了 |
| ニコ 〜光の剣を持つ戦士〜                                                     | アニメーション     | 配信中       | 2017年7月21日  | 2シーズン、23エピソード | 終了 |
| ロスト・イン・オズ                                                            | アニメーション     | 配信中       | 2017年8月4日   | 1シーズン、26エピソード | 終了 |
| シグムンドとシーモンスターたち                                                | ファンタジー       | 配信中       | 2017年10月13日 | 1シーズン、7エピソード  | 終了 |
| もしもネズミにクッキーをあげると                                              | アニメーション     | 配信中       | 2017年11月7日  | 2シーズン、53エピソード | 終了 |
| レノンとグルコ 〜ふたりはサイコー！〜                                         | アニメーション     | 配信中       | 2018年4月27日  | 1シーズン、13エピソード | 終了 |
| ロッキーとブルウィンクルの大冒険                                              | アニメーション     | 配信中       | 2018年5月11日  | 1シーズン、26エピソード | 終了 |
| ねこのピート (Pete the Cat)                                                   | アニメーション     | 配信中       | 2018年9月21日  | 2シーズン、41エピソード | 終了 |
| ねこのピート: 幸せな新年 (Pete the Cat)                                       | アニメーション     | 配信中       | 2018年12月21日 | 1エピソード             | 終了 |
| カンフーパンダ - 運命の拳                                                     | アニメーション     | 配信中       | 2018年11月16日 | 2シーズン、26エピソード | 終了 |
| ねこのピート: クリスマスキャットの伝説 (Pete the Cat)                         | アニメーション     | 配信中       | 2018年12月21日 | 1エピソード             | 終了 |
| アメリカン・ガール・ストーリー〜サマーキャンプ 生涯のともだち〜               | ドラマ             | 配信中       | 不明           | 1エピソード             | 終了 |
| コスチューム・クエスト 〜モンスターを倒せ！〜                                 | アニメーション     | 配信中       | 2019年3月8日   | 14エピソード            | 終了 |
| バグ・ダイアリーズ 〜虫たちのぼうけん日記〜                                   | アニメーション     | 配信中       | 2019年4月12日  | 3シーズン、12エピソード | 終了 |
| まほうのレシピ 〜ミステリー・シティ〜                                         | アニメーション     | 配信中       | 2020年1月17日  | 1シーズン、10エピソード | 更新 |
| ねこのピート: 素敵なバレンタインデー (Pete the Cat)                           | アニメーション     | 配信中       | 2020年2月7日   | 1エピソード             | 終了 |
| ジェシーとネシーのなんでかな？                                                | アニメーション     | 配信中       | 2020年3月13日  | 1シーズン、20エピソード | 終了 |
| ねこのピート: オペレッタ 新しい1年の始まり (Pete the Cat)                     | アニメーション     | 配信中       | 2021年8月27日  | 1エピソード             | 終了 |
| ド レ ミ♪ 〜みんなでうたおう〜 (Do, Re & Me)                                  | アニメーション     | 配信中       | 2021年9月17日  | 1シーズン、26エピソード | 終了 |
| 今後配信予定                                                                  |                    |              |                |                         |      |

### 大人向けアニメーション
| 作品名                                                               | ジャンル                         | 日本での配信 | 配信開始日     | シーズン/エピソード     | 状況                 |
| -------------------------------------------------------------------- | -------------------------------- | ------------ | -------------- | ----------------------- | -------------------- |
| アンダン 〜時を超える者〜 (Undone)                                   | アニメーション                   | 配信中       | 2019年9月13日  | 2シーズン、16エピソード | 終了                 |
| インビンシブル 〜無敵のヒーロー〜 (Invincible)                       | アニメーション                   | 配信中       | 2021年3月26日  | 2シーズン、17エピソード | シーズン2継続中 更新 |
| フェアファクス 〜目指せ！ インフルエンサー〜 (Fairfax)               | アニメーション/コメディ          | 配信中       | 2021年10月29日 | 2シーズン、16エピソード | 終了                 |
| ヴォクス・マキナの伝説 (The Legend of Vox Machina)                   | ファンタジー/アクション/コメディ | 配信中       | 2022年1月28日  | 2シーズン、24エピソード | シーズン3更新決定    |
| ザ・ボーイズ：ダイアボリカル (The Boys Presents: Diabolical)         | コメディ/スピンオフ              | 配信中       | 2022年3月4日   | 1シーズン、8エピソード  | 終了                 |
| ハズビン・ホテルへようこそ (Hazbin Hotel)                            | ミュージカル/ブラックコメディ    | 配信中       | 2024年1月19日  | 1シーズン、8エピソード  | 更新                 |
| 銀河系で2番目にイケてる病院 (The Second Best Hospital in the Galaxy) | SF/ブラックコメディ              | 配信中       | 2024年2月23日  | 1シーズン、8エピソード  | 更新                 |
| バットマン: マントの戦士 (Batman: Caped Crusader)                    | スーパーヒーロー                 | 配信中       | 2024年8月1日   | 1シーズン、10エピソード | 更新                 |
| シークレット・レベル (Secret Level)                                  | アクション/SF/アンソロジー       | 配信中       | 2024年12月10日 | 1シーズン、15エピソード | 更新                 |
| 今後配信予定                                                         |                                  |              |                |                         |                      |
| #1 Happy Family USA                                                  | コメディ                         | 未定         | 2025年4月17日  | 1シーズン、8エピソード  | 更新                 |

### 英語、日本語以外
| 作品名                                                                         | ジャンル                   | 言語                   | 日本での配信 | 配信日                                 | シーズン/エピソード      | 状況            |
| ------------------------------------------------------------------------------ | -------------------------- | ---------------------- | ------------ | -------------------------------------- | ------------------------ | --------------- |
| ユー・アー・ウォンテッド                                                       | スリラー                   | ドイツ語               | 配信中       | 2017年3月12日                          | 2シーズン、 12エピソード | 終了            |
| Baahubali: The Lost Legends                                                    | 歴史フィクション           | ヒンディー語、タミル語 | 未配信       | 2017年4月19日                          | 4シーズン、56エピソード  | 保留            |
| アイドルマスター.KR                                                            | ドラマ                     | 韓国語                 | 配信中       | 2017年4月28日                          | 1シーズン、26エピソード  | 終了            |
| Inside Edge                                                                    | スポーツドラマ             | ヒンディー語           | 未配信       | 2017年6月10日                          | 1シーズン、10エピソード  | 継続            |
| Laakhon Mein Ek                                                                | ドラマ                     | ヒンディー語           | 未配信       | 2017年10月13日                         | 1シーズン6エピソード     | 終了            |
| Pushpavalli                                                                    | コメディドラマ             | ヒンディー語           | 未配信       | 2017年12月15日                         | 1シーズン8エピソード     | 終了            |
| Kalari Kids                                                                    | アニメ                     | ヒンディー語           | 未配信       | 2017年12月22日                         | 3シーズン60エピソード    | 終了            |
| Shaitaan Haveli                                                                | ホラーコメディ             | ヒンディー語           | 未配信       | 2018年1月5日                           | 1シーズン8エピソード     | 終了            |
| ブリーズ 〜父親の葛藤〜 (Breathe)                                              | スリラー                   | ヒンディー語           | 配信中       | 2018年1月26日                          | 1シーズン8エピソード     | 終了            |
| The Remix                                                                      | リアリティコンペティション | ヒンディー語           | 未配信       | 2018年3月9日                           | 1シーズン10エピソード    | 完結            |
| Inspector Chingum                                                              | アニメ                     | ヒンディー語           | 未配信       | 2018年4月22日                          | 1シーズン11エピソード    | 終了            |
| Diablo Guardian                                                                | ドラマ                     | スペイン語             | 未配信       | 2018年5月4日                           | 1シーズン0エピソード     | 終了            |
| Chacha Vidhayak Hain Humare                                                    | コメディ                   | ヒンディー語           | 未配信       | 2018年5月18日                          | 1シーズン8エピソード     | 終了            |
| Gangstars                                                                      | ドラマ                     | テルグ語               | 未配信       | 2018年6月1日                           | 1シーズン12エピソード    | 終了            |
| Comicstaan                                                                     | リアリティコンペティション | ヒンディー語           | 未配信       | 2018年6月13日                          | 1シーズン9エピソード     | 継続            |
| Harmony with A R Rahman                                                        | 旅行                       |                        | 未配信       | 2018年8月15日                          | 1シーズン5エピソード     | 継続            |
| Hear Me. Love Me                                                               | デートゲームショー         | ヒンディー語           | 未配信       | 2018年9月28日                          | 1シーズン10エピソード    | 終了            |
| 見えざる敵 (An Unexpected Enemy)                                               | 政治スリラー               | スペイン語             | 独占配信中   | 2018年10月2日                          | 2シーズン14エピソード    | 保留            |
| Beat                                                                           | 犯罪スリラー               | ドイツ語               | 未配信       | 2018年11月9日                          | 1シーズン7エピソード     | 終了            |
| ミルザープル 〜抗争の町〜 (Mirzapur)                                           | 犯罪スリラー               | ヒンディー語           | 配信中       | 2018年11月16日                         | 3シーズン29エピソード    | 保留            |
| Vella Raja                                                                     | 犯罪                       | タミル語               | 未配信       | 2018年12月2日                          | 1シーズン10エピソード    | 終了            |
| LOL: Last One Laughing                                                         | コンペティション           | スペイン語             | 未配信       | 2018年12月14日                         | 1シーズン6エピソード     | 終了            |
| フォー・モア・ショット・プリーズ！ (Four More Shots Please!)                   | コメディ                   | ヒンディー語           | 配信中       | 2019年1月25日                          | 3シーズン30エピソード    | 保留            |
| メイド・イン・ヘヴン 〜運命の出会い〜                                          | ドラマ                     | ヒンディー語           | 配信中       | 2019年3月7日                           | 2シーズン16エピソード    | 保留            |
| ファミリー・マン                                                               | スリラー                   | ヒンディー語           | 配信中       | 2019年9月19日                          | 2シーズン 19エピソード   | 更新            |
| フォーガットン・アーミー                                                       | 歴史ドラマ                 | ヒンディー語           | 配信中       | 2020年1月24日                          | 1シーズン 5エピソード    | ミニシリーズ    |
| エル・プレシデンテ 〜南米・チリ サッカー界の闇を知る男〜 (El Presidente)       | スポーツドラマ             | スペイン語             | 配信中       | 2020年6月5日                           | 1シーズン、8エピソード   | 終了            |
| 僕の失恋サバイバル術 (How to Survive Being Single)                             | コメディ                   | スペイン語             | 配信中       | 2020年6月26日                          | 2シーズン、18エピソード  | 更新            |
| ブリーズ 〜光と影〜 (Breathe: Into the Shadows)                                | スリラー                   | ヒンディー語           | 配信中       | 2020年7月10日                          | 2シーズン20エピソード    | 更新            |
| 候補者 〜メキシコシティの闇〜 (El Candidato)                                   | ドラマ                     | スペイン語             | 配信中       | 2020年7月17日                          | 1シーズン6エピソード     | 終了            |
| エル・シッド (El Cid)                                                          | 歴史劇                     | スペイン語             | 配信中       | 2020年12月18日                         | 2シーズン10エピソード    | 終了            |
| DOM ドン 〜若きギャングの物語〜 (DOM)                                          | 犯罪ドラマ                 | ポルトガル語           | 配信中       | 2021年3月26日                          | 3シーズン21エピソード    | 保留            |
| ラ・テンプランサ 〜20年後の出会い〜 (La Templanza)                             | 歴史劇/ロマンス            | スペイン語             | 配信中       | 2021年3月26日                          | 1シーズン10エピソード    | 終了            |
| 9月の朝 〜カサンドラの物語〜 (September Mornings)                              | ドラマ                     | ポルトガル語           | 配信中       | 2021年6月25日                          | 1シーズン5エピソード     | 終了            |
| 悔い改めたスパイ ((Yosi, the Regretful Spy)                                    | スリラー                   | スペイン語             | 配信中       | 2022年4月28日                          | 2シーズン16エピソード    | 終了            |
| ムンバイ・ダイアリーズ (Mumbai Diaries 26/11)                                  | 医療ドラマ                 | ヒンディー語           | 配信中       | 2022年9月9日                           | 2シーズン16エピソード    | 保留            |
| アリーチェの物語 (Bang Bang Baby)                                              | 犯罪ドラマ                 | イタリア語             | 配信中       | 2022年24月28日                         | 1シーズン5エピソード     | 終了            |
| 運命の螺旋 (Suzhal: The Vortex)                                                | スリラー                   | タミル語               | 配信中       | 2022年6月17日                          | 1シーズン8エピソード     | 終了            |
| お嬢様は謎解きがお好き (A Private Affair)                                      | スリラー/コメディ          | スペイン語             | 配信中       | 2022年9月16日                          | 1シーズン8エピソード     | 終了            |
| 若き光の拡散 (Prisma)                                                          | 青春ドラマ                 | イタリア語             | 配信中       | 2022年9月21日                          | 1シーズン8エピソード     | 終了            |
| ハッシュ 〜秘密の塔〜 (Hush Hush)                                              | ドラマ                     | ヒンディー語           | 未配信       | 2022年9月22日                          | 1シーズン7エピソード     | 終了            |
| 選ばれた私 (Elected)                                                           | コメディ                   | ポルトガル語           | 配信中       | 2022年10月7日                          | 1シーズン、7エピソード   | 終了            |
| 裏表のある女たち (Filthy Envy)                                                 | コメディドラマ             | スペイン語             | 配信中       | 2022年10月7日                          | 1シーズン6エピソード     | 終了            |
| 腐敗のゲーム 〜エル・プレシデンテ〜 (El Presidente: Corruption Game)           | スポーツドラマ             | スペイン語             | 配信中       | 2022年11月4日                          | 1シーズン、8エピソード   | 終了            |
| タマラ・テネンバウムの恋愛哲学 (The End of Love)                               | コメディドラマ             | スペイン語             | 配信中       | 2022年11月4日                          | 1シーズン、10エピソード  | 終了            |
| 崖っぷちの歌姫 (Out Loud)                                                      | コメディドラマ             | スペイン語             | 配信中       | 2022年11月11日                         | 1シーズン、10エピソード  | 終了            |
| ラブ・アディクト (Love Addicts)                                                | コメディ                   | ドイツ語               | 配信中       | 2022年11月29日                         | 1シーズン、8エピソード   | 終了            |
| ベロニーにまつわるウワサ話 (Vadhandhi: The Fable of Velonie)                   | スリラー                   | タミル語               | 配信中       | 2022年12月2日                          | 1シーズン、8エピソード   | 終了            |
| トッペン 〜リサとロクサーヌ、トップへの道〜 (Toppen)                           | 政治/風刺コメディ          | スウェーデン語         | 配信中       | 2022年12月2日                          | 1シーズン、6エピソード   | 終了            |
| バッド・ガイ (The Bad Guy)                                                     | 犯罪コメディ               | イタリア語             | 配信中       | 2022年12月8日                          | 1シーズン、6エピソード   | 終了            |
| モダン・ラブ アムステルダム (Modern Love Amsterdam)                            | アンソロジー/ドラマ        | オランダ語             | 配信中       | 2022年12月16日                         | 1シーズン、6エピソード   | 終了            |
| フェイク (Fakes)                                                               | ドラマ                     | ヒンディー語           | 配信中       | 2023年2月10日                          | 1シーズン、8エピソード   | 保留            |
| ホアキン・ムリエタの首 (The Head of Joaquín Murriet)                           | 西部劇                     | スペイン語             | 配信中       | 2023年2月17日                          | 1シーズン、10エピソード  | 保留            |
| ルーデン 〜歓楽街の王者〜 (Luden: Könige Der Reeperbahn)                       | ドラマ                     | ドイツ語               | 配信中       | 2023年3月3日                           | 1シーズン、6エピソード   | 保留            |
| ノー・トレース (Sin huellas)                                                   | ドラマ                     | スペイン語             | 配信中       | 2023年3月17日                          | 1シーズン、8エピソード   | 保留            |
| ジュビリー 〜ボリウッドの光と影〜 (Jubilee)                                    | 歴史劇                     | ヒンディー語           | 配信中       | 2023年4月7日                           | シーズン、10エピソード   | 保留            |
| ギリシャ・サラダ (Greek Salad)                                                 | コメディドラマ             | フランス語             | 配信中       | 2023年4月14日                          | 8エピソード              | ミニシリーズ    |
| ダハード ～叫び～ (Dahaad)                                                     | 犯罪ドラマ                 | ヒンディー語           | 配信中       | 2023年5月12日                          | 1シーズン、8エピソード   | 保留            |
| グリフォン戦記 (The Gryphon)                                                   | ファンタジー               | ドイツ語               | 配信中       | 2023年5月25日 1シーズン、\|6エピソード | 保留                     |                 |
| ジー・カルダ ～絡み合う7人の友情～ (Jee Karda)                                 | ドラマ                     | ヒンディー語           | 配信中       | 2023年6月15日                          | 1シーズン、8エピソード   | 保留            |
| バーラブラバ ～ギャングたちの熱狂7人の友情～ (Barrabrava)                      | ドラマ                     | スペイン語             | 配信中       | 2023年6月23日                          | 1シーズン、8エピソード   | 保留            |
| スイート・カラーム・コーヒー ～人生の交差点～ (Sweet Karaam Coffee)            | ドラマ                     | タミル語               | 配信中       | 2023年7月5日                           | 1シーズン、8エピソード   | 保留            |
| 大人になれない男たち (Chavorrucos)                                             | コメディ                   | スペイン語             | 配信中       | 2023年7月7日                           | 1シーズン、8エピソード   | 保留            |
| 復讐の同窓会 (Adhura)                                                          | ホラー                     | ヒンディー語           | 配信中       | 2023年7月7日                           | 1シーズン、8エピソード   | 保留            |
| テレノベラ (Novela)                                                            | コメディ                   | ポルトガル語           | 配信中       | 2023年7月28日                          | 1シーズン、8エピソード   | 保留            |
| カンガセイロ ～ブラジル盗賊団～ (New Bandits)                                  | 犯罪ドラマ                 | ポルトガル語           | 配信中       | 2023年8月18日                          | 1シーズン、8エピソード   | 保留            |
| バッド・フォーチュン ～華麗なるマネー争奪戦～ (Misfortune)                     | ロマンティックコメディ     | スペイン語             | 配信中       | 2023年8月18日                          | 1シーズン、8エピソード   | 保留            |
| 愛しのボンベイ (Bombay My Beloved)                                             | 犯罪スリラー               | ヒンディー語           | 配信中       | 2023年9月15日                          | 1シーズン、10エピソード  | 保留            |
| 崖っぷちインフルエンサー (F#ck1Ng Social Media)                                | コメディ                   | スペイン語             | 配信中       | 2023年9月15日                          | 1シーズン、8エピソード   | 保留            |
| 遊園地殺人事件 (Killer Coaster)                                                | 犯罪ドラマ                 | フランス語             | 配信中       | 2023年9月15日                          | 1シーズン、8エピソード   | 保留            |
| アルフォンス ～君の男～ (Alphonse)                                             | コメディ                   | フランス語             | 配信中       | 2023年10月12日                         | 1シーズン、3エピソード   | 保留            |
| 誰もがダイヤを愛してる (Everybody Loves Diamonds)                              | 犯罪ドラマ                 | イタリア語             | 配信中       | 2023年10月13日                         | 1シーズン、8エピソード   | 保留            |
| セバスチャン・フィツェックの治療島 (Sebastian Fitzek's The Therapy)            | スリラー                   | ドイツ語               | 配信中       | 2023年10月26日                         | 1シーズン、6エピソード   | 保留            |
| ミーナ ～型破り調査員の事件簿～ (P.I. Meena)                                   | 犯罪スリラー               | ヒンディー語           | 配信中       | 2023年11月3日                          | 1シーズン、8エピソード   | 保留            |
| ロス・ビリス (Los Billis)                                                      | ドラマ                     | スペイン語             | 配信中       | 2023年11月3日                          | 1シーズン、8エピソード   | 保留            |
| ロマンセーロ ～少女の渇きをいやすもの～ (Romancero)                            | ドラマ                     | スペイン語             | 配信中       | 2023年11月3日                          | 1シーズン、6エピソード   | 保留            |
| ラブ・イズ・フォー・ストロング (Love Is for the Strong)                        | アクション/ドラマ          | ポルトガル語           | 配信中       | 2023年11月17日                         | 1シーズン、7エピソード   | 保留            |
| ザ・ヴィレッジ 呪われた村 (The Village)                                        | ホラー                     | タミル語               | 配信中       | 2023年11月24日                         | 1シーズン、6エピソード   | 保留            |
| 私の彼はキューピッド (My Man Is Cupid)                                         | ファンタジー/ロマンス      | 韓国語                 | 配信中       | 2023年12月1日                          | 1シーズン、16エピソード  | 保留            |
| 華麗なるファラド家 (Los Farad)                                                 | 犯罪スリラー               | スペイン語             | 配信中       | 2023年12月12日                         | 1シーズン、8エピソード   | 保留            |
| インド警察: テロとの闘い (Indian Police Force)                                 | 警察アクション             | ヒンディー語           | 配信中       | 2024年1月19日                          | 1シーズン、7エピソード   | 保留            |
| レッド・クイーン (Red Roja)                                                    | 犯罪スリラー               | スペイン語             | 配信中       | 2024年2月29日                          | 1シーズン、7エピソード   | 保留            |
| ウリカ ～パリ郊外暴動事件の裏で～ (Ourika)                                     | アクション                 | フランス語             | 配信中       | 2024年3月28日                          | 1シーズン、7エピソード   | 保留            |
| インスペクター・リシ 〜森の怪奇事件簿〜 (Inspector Rishi)                      | 超自然/ホラー              | タミル語               | 配信中       | 2024年3月29日                          | 1シーズン、10エピソード  | 保留            |
| マクストン・ホール ～私たちをつなぐ世界～ (Maxton Hall – The World Between Us) | ティーンドラマ             | ドイツ語               | 配信中       | 2024年5月8日                           | 6エピソード              | 保留            |
| 誰が彼を殺したか? (Who Killed Him?)                                            | スリラー                   | スペイン語             | 配信中       | 2024年5月24日                          | 1シーズン、2エピソード   | シーズン1進行中 |
| ディル・ドスティ ～夏休みのジレンマ～ (Dil Dosti Dilemma)                      | 青少年向け                 | ヒンディー語           | 配信中       | 2024年6月21日                          | 1シーズン、7エピソード   | 保留            |
| それぞれの家族 (Toda Familia Tem)                                              | コメディ                   | ポルトガル語           | 配信中       | 2024年7月12日                          | 1シーズン、7エピソード   | 保留            |
| ベティ ～新たなる日々～ (Betty La Fea – La Historia Continua)                  | ロマンティックコメディ     | スペイン語             | 配信中       | 2024年7月19日                          | 1シーズン、10エピソード  | シーズン1進行中 |
| 今後配信予定                                                                   |                            |                        |              |                                        |                          |                 |

### 共同製作
| 作品名                                           | 共同製作先           | ジャンル       | 日本での配信 | 配信開始日     | シーズン/エピソード       | 状況                 |
| ------------------------------------------------ | -------------------- | -------------- | ------------ | -------------- | ------------------------- | -------------------- |
| Ripper Street (シーズン3、4 & 5)                 | BBC                  | ドラマ         | 未配信       | 2014年11月14日 | 3シーズン、21 エピソード  | 終了                 |
| ザ・コレクション (The Collection)                | BBC Studios          | 歴史ドラマ     | 配信中       | 2016年9月2日   | 1シーズン、8エピソード    | 終了                 |
| Dino Dana                                        | TVOKids              | 子供番組       | 未配信       | 2017年5月26日  | 3シーズン、51エピソード   | 終了                 |
| Britannia                                        | Sky UK               | 歴史ドラマ     | 未配信       | 2018年1月18日  | 1シーズン、9エピソード    | 更新                 |
| Vanity Fair                                      | ITV                  | ドラマ         | 未配信       | 2018年12月21日 | ミニシリーズ、7エピソード | 終了                 |
| ザ・ウィドウ 〜真実を求めて〜 (The Widow)        | ITV                  | ドラマ         | 配信中       | 2019年3月1日   | 1シーズン、8エピソード    | 終了                 |
| グッド・オーメンズ (Good Omens)                  | BBC Two              | ファンタジー   | 配信中       | 2019年5月31日  | 2シーズン、12エピソード   | 最終シーズン更新決定 |
| The Feed                                         | リバティ・グローバル | ドラマ         | 未配信       | 2019年11月22日 | 1シーズン、10エピソード   | 終了                 |
| Clifford the Big Red Dog                         | PBS Kids             | アニメーション | 未配信       | 2019年12月6日  | 1シーズン、13エピソード   | 終了                 |
| ZeroZeroZero                                     | Sky Italia & Canal+  | ドラマ         | 未配信       | 2020年3月6日   | 8エピソード               | ミニシリーズ         |
| アガサ・クリスティー 蒼ざめた馬 (The Pale Horse) | BBC One              | ドラマ         | 未配信       | 2020年3月13日  | 2エピソード               | ミニシリーズ         |
| (Small Axe)                                      | BBC One              | アンソロジー   | 未配信       | 2020年11月20日 | 5エピソード               | ミニシリーズ         |
| フランクおじさん (Frank from Ireland)            | チャンネル4          | コメディ       | 配信中       | 2020年11月25日 | 6エピソード               | 終了                 |
| クロエ (Chloe)                                   | BBC One              | スリラー       | 配信中       | 2022年6月24日  | 1シーズン、6エピソード    | 終了                 |
| アイランド (Island)                              | TVING/韓国           | ファンタジー   | 配信中       | 2022年12月30日 | 12エピソード              | 保留                 |
| アパートメント 404 (Apartment 404)               | tvN/韓国             | リアリティ     | 配信中       | 2024年2月23日  | 1シーズン 8エピソード     | 保留                 |
| 今後配信予定                                     |                      |                |              |                |                           |                      |

### 続編製作
| 作品名                                                                       | ジャンル         | 言語     | 以前の放送局   | 配信開始日     | 地域                       | シーズン/エピソード     | 状況 |
| ---------------------------------------------------------------------------- | ---------------- | -------- | -------------- | -------------- | -------------------------- | ----------------------- | ---- |
| Dino Dana (シーズン3-5 )                                                     | 子供番組         | 英語     | TVOKids/カナダ | 2017年5月26日  | アメリカ、カナダ           | 3シーズン、39エピソード | 終了 |
| Der Lack ist ab (シーズン4 )                                                 | コメディ         | ドイツ語 | sat1.de        | 2017年12月19日 | 日本を除く全世界           | 1シーズン、10エピソード | 終了 |
| Pastewka (シーズン8 )                                                        | コメディ         | ドイツ語 | Sat.1          | 2018年1月26日  | ドイツ、オーストラリア     | 2シーズン、20エピソード | 終了 |
| Deutschland 86 (シーズン8 )                                                  | スリラー         | ドイツ語 | RTL            | 2018年10月19日 | アメリカ、日本を除く全世界 | 1シーズン、10エピソード | 終了 |
| エクスパンス -巨獣めざめる- (The Expanse) (S4-S6)                            | SFドラマ         | 英語     | Syfy           | 2019年12月13日 | 全世界                     | 3シーズン、26エピソード | 完結 |
| キッズ・イン・ザ・ホール 〜ギャグの殿堂〜 (The Kids in the Hall) (シーズン6) | スケッチコメディ | 英語     | HBO CBS CBC    | 2022年5月13日  | 全世界                     | 1シーズン、8エピソード  | 終了 |

### ドキュメンタリー
| 作品名 | ジャンル               | 日本での配信       | 配信開始日     | シーズン/エピソード     | 状況               |
| --- | ---------------------- | ------------------ | -------------- | ----------------------- | ------------------ |
| ニューヨーカー誌の世界 (The New Yorker Presents)                                                                  | ドキュメンタリー       | 配信中             | 2016年2月16日  | 1シーズン、11エピソード | 終了               |
| オール・オア・ナッシング 〜アリゾナ・カーディナルスの挑戦〜 (All or Nothing: A Season with the Arizona Cardinals) | スポーツド             | 配信中             | 2016年7月1日   | 1シーズン、8エピソード  | 終了               |
| イート・ザ・ワールド 〜エメリル・ラガッセと世界を食す〜 (Eat the World with Emeril Lagasse)                       | 調理法                 | 配信中             | 2016年9月1日   | 1シーズン、6エピソード  | 終了               |
| グランド・ツアー (The Grand Tour)                                                                                 | 運転                   | 配信中             | 2016年11月18日 | 7シーズン、47エピソード | 保留               |
| プレイボーイ 〜創刊者ヒュー・ヘフナーの物語〜 (American Playboy: The Hugh Hefner Story)                           | ドキュメンタリードラマ | 配信中             | 2017年4月6日   | 1シーズン、10エピソード | 終了               |
| グレイトフル・デッドの長く奇妙な旅 (Long Strange Trip)                                                            | ドキュメンタリー       | 配信中             | 2017年6月2日   | 1シーズン 、6エピソード | 終了               |
| オール・オア・ナッシング 〜ロサンゼルス・ラムズの軌跡〜 (All or Nothing: A Season with the Los Angeles Rams)      | スポーツ               | 配信中             | 2017年7月30日  | 8エピソード             | ミニシリーズ       |
| オール・オア・ナッシング 〜ミシガン・ウルヴァリンズの試練〜 (All or Nothing: The Michigan Wolverines)             | スポーツ               | 配信中             | 2018年4月7日   | 8エピソード             | ミニシリーズ       |
| オール・オア・ナッシング 〜ダラス・カウボーイズの葛藤〜 (All or Nothing: The Dallas Cowboys)                      | スポーツ               | 配信中             | 2018年4月27日  | 8エピソード             | ミニシリーズ       |
| オール・オア・ナッシング 〜ニュージーランド オールブラックスの変革〜 (All or Nothing: New Zealand All Blacks)     | スポーツ               | 配信中             | 2018年6月1日   | 6エピソード             | ミニシリーズ       |
| 食べて 走って 勝って 〜レースに勝つための食事〜 (Eat. Race. Win)                                                  | スポーツ               | 配信中             | 2018年7月27日  | 1シーズン 、6エピソード | 終了               |
| オール・オア・ナッシング 〜マンチェスター・シティの進化〜 (All or Nothing: Manchester City)                       | スポーツ               | 配信中             | 2018年8月17日  | 8エピソード             | ミニシリーズ       |
| ジムカーナ・ファイル 〜限界への挑戦〜 (The Gymkhana Files)                                                        | 運転                   | 配信中             | 2018年11月16日 | 1シーズン、8エピソード  | 終了               |
| インサイド・ジョーク 〜夢見るコメディアン達〜 (Inside Jokes)                                                      | コメディ               | 配信中             | 2018年11月30日 | 6エピソード             | ミニシリーズ       |
| ロレーナ事件 〜世界が注目した裁判の行方〜 (Lorena)                                                                | 法廷                   | 配信中             | 2019年2月15日  | 1シーズン、4エピソード  | 終了               |
| ジャイアント・ビースト 〜グローバル経済の謎を解き明かせ〜 (This Giant Beast That is the Global Economy)           | 経済                   | 配信中             | 2019年2月22日  | 1シーズン、8エピソード  | 終了               |
| ジョナス・ブラザーズ 復活への旅 (Jonas Brothers: Chasing Happiness)                                               | 家族                   | 配信中             | 2019年6月4日   | 1エピソード             | 単発               |
| オール・オア・ナッシング 〜カロライナ・パンサーズの野望〜 (All or Nothing: The Carolina Panthers)                 | スポーツ               | 配信中             | 2019年7月19日  | 1シーズン、8エピソード  | ミニシリーズ       |
| ディス・イズ・フットボール (This Is Football)                                                                     | スポーツ               | 配信中             | 2019年8月2日   | 1シーズン、6エピソード  | 終了               |
| フリー・ミーク (Free Meek)                                                                                        | ドキュメンタリー       | 配信中             | 2019年8月9日   | 1シーズン、5エピソード  | 終了               |
| (Inside Borussia Dortmund)                                                                                        | スポーツ               | 配信中（英語のみ） | 2019年8月16日  | 1シーズン、4エピソード  | 終了               |
| (Take Us Home: Leeds United)                                                                                      | スポーツド             | 未配信             | 2019年8月16日  | 1シーズン、6エピソード  | 終了               |
| セルヒオ・ラモス 不屈の魂 (El Corazón de Sergio Ramos)                                                            | スポーツ               | 配信中             | 2019年9月13日  | 2シーズン、14エピソード | 終了               |
| (Andy Murray: Our Man in Japan)                                                                                   | 旅行                   | 未配信             | 2020年1月3日   | 1シーズン、6エピソード  | 終了               |
| (James May: Resurfacing)                                                                                          | 旅行                   | 未配信             | 2020年11月29日 | 1エピソード             | 単発               |
| ジェームズ・メイの世界探訪 (James May: Our Man in)                                                                | 旅行                   | 配信中             | 2020年3月6日   | 3シーズン、15エピソード | 保留               |
| オール・オア・ナッシング 〜サッカー ブラジル代表の復活〜 (All or Nothing: Brazilian National Football Team)       | スポーツ               | 配信中             | 2020年1月31日  | 1シーズン、5エピソード  | 終了               |
| テッド・バンディ 〜連続殺人犯を愛した女〜 (Ted Bundy: Falling for a Killer)                                       | 犯罪ドキュメンタリー   | 配信中             | 2020年1月31日  | 1シーズン、5エピソード  | 終了               |
| オール・オア・ナッシング 〜フィラデルフィア・イーグルスの逆襲〜 (All or Nothing: The Philadelphia Eagles)         | スポーツ               | 配信中             | 2020年2月7日   | 1シーズン、8エピソード  | 終了               |
| ザ・テスト 〜クリケット オーストラリア代表の新時代〜 (The Test: A New Era for Australia's Team)                   | スポーツ               | 配信中             | 2020年3月12日  | 2シーズン、12エピソード | 終了               |
| ハピネスは続く:ジョナス・ブラザーズ コンサート (Happiness Continues: A Jonas Brothers Concert film)               | 音楽                   | 配信中             | 2020年4月24日  | 1エピソード             | 単発               |
| 真の英雄たち 〜新型コロナウイルスと戦う人々〜 (Regular Heroes)                                                    | コロナ禍               | 配信中             | 2020年5月8日   | 1シーズン、8エピソード  | 終了               |
| ラスト・ナーク 〜麻薬捜査官 殺害の真相を暴く〜 (The Last Narc)                                                    | 麻薬犯罪               | 配信中             | 2020年7月31日  | 1シーズン、4エピソード  | 終了               |
| オール・オア・ナッシング 〜トッテナム・ホットスパーの再興〜 (All or Nothing: Tottenham Hotspur)                   | スポーツ               | 配信中             | 2020年8月31日  | 1シーズン、9エピソード  | 終了               |
| (Fernando) | スポーツ               | 未配信             | 2020年9月25日  | 1シーズン、5エピソード  | 終了               |
| ジェームズ・メイの料理に挑戦 (James May: Oh Cook!)                                                                | 料理                   | 配信中             | 2020年11月13日 | 2シーズン、14エピソード | 保留               |
| メイキング・ゼア・マーク 〜熱狂のオーストラリアン・フットボール〜 (Making Their Mark)                             | スポーツ               | 配信中             | 2021年3月12日  | 1シーズン、7エピソード  | 終了               |
| ヘッド・アバブ・ウォーター 〜オリンピックへの覚悟〜 (Head Above Water)                                            | スポーツ               | 配信中             | 2021年6月4日   | 1シーズン、4エピソード  | 終了               |
| ジェレミー・クラークソン 農家になる (Clarkson's Farm)                                                             | ドキュメンタリー       | 配信中             | 2021年6月11日  | 3シーズン、20エピソード | 更新               |
| ルラ・リッチ 〜LuLaRoeの光と影〜 (LuLaRIch)                                                                       | ドキュメンタリー       | 配信中             | 2021年9月10日  | 1シーズン、4エピソード  | 終了               |
| スペイン国家警察特殊作戦部隊 〜極限への挑戦〜 (Spain’s Elite Police: Beyond limits)                               | 警察                   | 配信中             | 2021年10月15日 | 1シーズン、8エピソード  | 終了               |
| マラドーナ 〜夢をつかんだ神の子〜 (Maradona, Blessed Dream)                                                       | スポーツ               | 配信中             | 2021年10月29日 | 1シーズン、5エピソード  | 終了               |
| オール・オア・ナッシング 〜トロント・メープルリーフスの素顔〜 (All or Nothing: Toronto Maple Leafs)               | スポーツ               | 配信中             | 2021年11月12日 | 1シーズン、5エピソード  | 終了               |
| ジェーンと家族の物語 (Always Jane)                                                                                | ドキュメンタリー       | 配信中             | 2021年11月12日 | 1シーズン、4エピソード  | 終了               |
| ナティ・ナターシャの素顔 (Everybody Loves Natti Natasha)                                                          | ドキュメンタリー       | 配信中             | 2021年11月19日 | 1シーズン、6エピソード  | 終了               |
| オール・オア・ナッシング 〜ユヴェントスの変革〜 (All or Nothing: Juventus)                                        | スポーツ               | 配信中             | 2021年11月25日 | 1シーズン、8エピソード  | 終了               |
| シャトナーの宇宙旅行 (Shatner in Space)                                                                           | ドキュメンタリー       | 配信中             | 2021年12月15日 | 1シーズン、1エピソード  | 終了               |
| ファット・チューズデー 〜ブラック・コメディアンの革命〜 (Phat Tuesdays: The Era of Hip Hop Comedy)                | ドキュメンタリー       | 配信中             | 2022年2月4日   | 1シーズン、3エピソード  | 終了               |
| ビバリー・スミス殺害事件の謎 (The Unsolved Murder of Beverly Lynn Smith)                                          | 犯罪                   | 配信中             | 2022年5月6日   | 1シーズン、4エピソード  | 終了               |
| キッズ・イン・ザ・ホール 〜コメディの反逆児〜 (The Kids in the Hall: Comedy Punks)                                | コメディ               | 配信中             | 2022年5月20日  | 1シーズン、2エピソード  | 終了               |
| オール・オア・ナッシング 〜アーセナルの再起〜 (All or Nothing: Arsenal)                                           | スポーツ               | 配信中             | 2022年8月4日   | 1シーズン、3エピソード  | 終了               |
| グッド・ライバル 〜アメリカVSメキシコ 30年のサッカー闘争〜 (Good Rivals)                                          | 犯罪                   | 配信中             | 2022年11月24日 | 1シーズン、3エピソード  | ミニシリーズ       |
| ザ・コンフェッション：未解決事件 (The Confession)                                                                 | 犯罪                   | 配信中             | 2022年11月25日 | 1シーズン、2エピソード  | 終了               |
| コーチ・プライム 〜勝利の方程式〜 (Coach Prime)                                                                   | スポーツ               | 配信中             | 2023年3月3日   | 1シーズン、4エピソード  | 保留               |
| 再生 〜JR・スミス、新たなる挑戦〜 (Redefined: J. R. Smith)                                                        | スポーツ               | 配信中             | 2023年4月4日   | 1シーズン、4エピソード  | 保留               |
| シャイニー・ハッピー・ピープル ～ダガー家の秘密～ (Shiny Happy People: Duggar Family Secrets)                     | 犯罪                   | 配信中             | 2023年6月2日   | 4エピソード             | ミニシリーズ       |
| ウェイン・ショーター: 無重力の世界 (Wayne Shorter: Zero Gravity)                                                  | 音楽                   | 配信中             | 2023年8月25日  | 1シーズン、3エピソード  | 保留               |
| フェイク・シェイク ～おとり取材の仕掛け人～ (Fake Sheik)                                                          | 犯罪                   | 配信中             | 2023年9月26日  | 1シーズン、3エピソード  | 保留               |
| ソウルメイトを求めて ～SNSに潜むカルト～ (Desperately Seeking Soulmate: Escaping Twin Flames Universe             | 犯罪/カルト            | 配信中             | 2023年10月6日  | 1シーズン、3エピソード  | 保留               |
| グレイテストショー・ネバー・メイド ～ウソに翻弄された30人の若者～ (The Greatest Show Never Made)                  | 犯罪                   | 配信中             | 2023年10月13日 | 1シーズン、3エピソード  | 保留               |
| ダンス・ライフ (Dace Life)                                                                                        | ダンス                 | 配信中             | 2024年1月19日  | 5エピソード             | ミニシリーズ       |
| HOPE ON THE STREET (Hope on the Street)                                                                           | 音楽                   | 配信中             | 2024年3月28日  | 6エピソード             | ミニシリーズ進行中 |
| 今後配信予定 |                        |                    |                |                         |                    |

### リアリティ
| 作品名                                                                                     | ジャンル                    | 日本での配信 | 配信開始日     | シーズン/エピソード     | 状況            |
| ------------------------------------------------------------------------------------------ | --------------------------- | ------------ | -------------- | ----------------------- | --------------- |
| メイキング・ザ・カット 〜世界的デザイナーを目指して〜 (Making the Cut)                     | リアリティ/コンペティション | 配信中       | 2020年3月27日  | 3シーズン、26エピソード | 保留            |
| 世界一過酷なレース:エコチャレンジ フィジー大会 (World's Toughest Race: Eco-Challenge Fiji) | リアリティ                  | 配信中       | 2020年8月14日  | 1シーズン、10エピソード | 終了            |
| ザ・パック 〜愛犬と挑むドッグレース〜 (The Pack)                                           | リアリティ                  | 配信中       | 2020年11月20日 | 1シーズン、10エピソード | 終了            |
| グレート・エスケープ 〜無人島からの脱出大作戦〜 (The Great Escapists)                      | リアリティ                  | 配信中       | 2021年1月29日  | 1シーズン、6エピソード  | 終了            |
| ラグジュアリー･シドニー 〜超高級住宅ドキュメンタリー〜 (Luxe Listings Sydney)              | リアリティ                  | 配信中       | 2021年7月9日   | 2シーズン、9エピソード  | 保留            |
| タンパベイ 〜私たちの最高な日々〜 (Tampa Baes)                                             | リアリティ                  | 配信中       | 2021年11月5日  | 1シーズン、8エピソード  | 終了            |
| 恋愛ハイスクール (Lovestruck High)                                                         | 恋愛リアリティ              | 配信中       | 2022年5月18日  | 1シーズン、3エピソード  | 終了            |
| チャンスをもう一度 (The One That Got Away)                                                 | 恋愛リアリティ              | 配信中       | 2022年6月24日  | 1シーズン、10エピソード | 終了            |
| ハンプトンズと私たちの夏 (Forever Summer: Hamptons)                                        | 恋愛リアリティ              | 配信中       | 2022年7月15日  | 1シーズン、8エピソード  | 終了            |
| コスミック・ラブ 〜星が教える運命の相手〜 (Cosmic Love)                                    | 恋愛リアリティ              | 配信中       | 2022年8月12日  | 1シーズン、10エピソード | 終了            |
| ドクター・スースのお菓子な世界 〜魅惑のスイーツ対決〜 (Dr. Seuss Baking Challenge)         | 料理/コンペティション       | 配信中       | 2022年12月13日 | 1シーズン、8エピソード  | 終了            |
| 叫んではいけないゲーム (Make Me Scream)                                                    | ホラー/コンペティション     | 配信中       | 2023年10月3日  | 未定                    | シーズン1進行中 |
| 007 クイズ！100万ポンドへの道 (007: Road to a Million)                                     | リアリティ/コンペティション | 配信中       | 2023年11月10日 | 1シーズン、8エピソード  | 更新            |
| ツイン・ラブ ～双子の恋愛実験～ (Twin Love)                                                | デートショー                | 配信中       | 2023年11月17日 | 1シーズン、9エピソード  | 保留            |
| タイラー・キャメロンのリノベしようぜ (Going Home with Tyler Cameron)                       | ドキュリアリティ            | 配信中       | 2024年4月18日  | 1シーズン、8エピソード  | 保留            |
| ゴート ～No.1リアリティスターは誰だ！～ (The GOAT)                                         | リアリティ                  | 配信中       | 2024年5月9日   | 1シーズン、10エピソード | シーズン1進行中 |
| 今後配信予定                                                                               |                             |              |                |                         |                 |

### バラエティ
| 作品名                                                                                             | ジャンル                       | 日本での配信            | 配信開始日     | シーズン/エピソード     | 状況 |
| -------------------------------------------------------------------------------------------------- | ------------------------------ | ----------------------- | -------------- | ----------------------- | ---- |
| LOL: HITOSHI MATSUMOTO Presents ドキュメンタル〜メキシコ版〜                                       | バラエティ                     | 配信中                  | 2019年4月16日  | 5シーズン、26エピソード | 保留 |
| プライムリワインド: インサイド・ザ・ボーイズ (Prime Rewind: Inside the Boys)                       | アフターショー                 | 配信中                  | 2020年8月28日  | 1シーズン、9エピソード  | 終了 |
| NFL Next (NFL Next)                                                                                | スポーツショー                 | シーズン1は配信後に削除 | 2020年10月6日  | 2シーズン、24エピソード | 終了 |
| LOL: HITOSHI MATSUMOTO Presents ドキュメンタル』〜フランス版〜                                     | バラエティ                     | 配信中                  | 2021年4月23日  | 3シーズン、19エピソード | 保留 |
| LOL: HITOSHI MATSUMOTO Presents ドキュメンタル〜イタリア版〜                                       | バラエティ                     | 配信中                  | 2021年9月3日   | 3シーズン、19エピソード | 保留 |
| LOL: HITOSHI MATSUMOTO Presents ドキュメンタル〜ドイツ版〜                                         | バラエティ                     | 配信中                  | 2021年9月3日   | 4シーズン、24エピソード | 保留 |
| LOL: HITOSHI MATSUMOTO Presents ドキュメンタル』〜スペイン版〜                                     | バラエティ                     | 配信中                  | 2021年12月17日 | 2シーズン、12エピソード | 保留 |
| LOL: HITOSHI MATSUMOTO Presents ドキュメンタル』〜ブラジル版〜                                     | バラエティ                     | 配信中                  | 2021年12月3日  | 3シーズン、12エピソード | 保留 |
| LOL: HITOSHI MATSUMOTO Presents ドキュメンタル』〜カナダ版〜                                       | バラエティ                     | 配信中                  | 2022年2月18日  | 1シーズン、2エピソード  | 保留 |
| LOL: HITOSHI MATSUMOTO Presents ドキュメンタル』〜イタリア版〜                                     | バラエティ                     | 配信中                  | 2022年2月24日  | 2シーズン、13エピソード | 保留 |
| リゾのビッグスター発掘 (Lizzo's Watch Out for the Big Grrrrls)                                     | リアリティ                     | 配信中                  | 2022年3月25日  | 1シーズン、8エピソード  | 終了 |
| キャサリン・ライアンと爆笑コメディアン (Backstage with Katherine Ryan)                             | スタンドアップコメディシリーズ | 配信中                  | 2022年6月9日   | 1シーズン、6エピソード  | 終了 |
| アレックス・ボースタイン: コルセットと道化 あなたはどっち? (Alex Borstein: Corset or Clown Suits?) | スタンドアップコメディシリーズ | 配信中                  | 2023年4月18日  | 1シーズン、1エピソード  | 保留 |
| 今後配信予定                                                                                       |                                |                         |                |                         |      |

## 映画

### 長編映画
| 作品名                                                          | 日本での配信 | 配信開始日     |
| --------------------------------------------------------------- | ------------ | -------------- |
| (Ponmagal Vandhal)                                              | 未配信       | 2020年5月29日  |
| (Gulabo Sitabo)                                                 | 未配信       | 2020年6月12日  |
| (Penguin)                                                       | 未配信       | 2020年6月19日  |
| (Fourth River)                                                  | 未配信       | 2020年6月28日  |
| (Sufiyum Sujatayum)                                             | 未配信       | 2020年7月3日   |
| (Law)                                                           | 未配信       | 2020年7月17日  |
| (French Biriyani)                                               | 未配信       | 2020年7月24日  |
| (Shakuntala Devi)                                               | 未配信       | 2020年7月31日  |
| (C U Soon)                                                      | 未配信       | 2020年9月1日   |
| (V)                                                             | 未配信       | 2020年9月5日   |
| (Nishabdham / Silence)                                          | 未配信       | 2020年10月2日  |
| (Halal Love Story)                                              | 未配信       | 2020年10月15日 |
| (Putham Pudhu Kaalai)                                           | 未配信       | 2020年10月16日 |
| (Bheemasena Nalamaharaja)                                       | 未配信       | 2020年10月29日 |
| (Gatham)                                                        | 未配信       | 2020年11月6日  |
| (Sorarai Pottru)                                                | 未配信       | 2020年11月12日 |
| (Chhalaang)                                                     | 未配信       | 2020年11月13日 |
| (Mane Number 13)                                                | 未配信       | 2020年11月19日 |
| (Middle Class Melodies)                                         | 未配信       | 2020年11月20日 |
| (Bombhaat)                                                      | 未配信       | 2020年12月3日  |
| (IIT Krishnamurthy)                                             | 未配信       | 2020年12月10日 |
| (Durgamati)                                                     | 未配信       | 2020年12月11日 |
| (Guvva Gorinka)                                                 | 未配信       | 2020年12月17日 |
| (Unpaused)                                                      | 未配信       | 2020年12月18日 |
| (Coolie No. 1)                                                  | 未配信       | 2020年12月25日 |
| (Maara)                                                         | 未配信       | 2021年1月8日   |
| (Drishyam 2)                                                    | 未配信       | 2021年2月29日  |
| (Joji)                                                          | 未配信       | 2021年4月7日   |
| (Hello Charlie)                                                 | 未配信       | 2021年4月9日   |
| (Well Done Baby)                                                | 未配信       | 2021年4月9日   |
| (De Oost)                                                       | 未配信       | 2021年5月13日  |
| (Ek Mini Katha)                                                 | 未配信       | 2021年5月27日  |
| (Pachchis)                                                      | 未配信       | 2021年6月12日  |
| (Shemi)                                                         | 未配信       | 2021年6月18日  |
| (Cold Case)                                                     | 未配信       | 2021年6月30日  |
| (Sara's)                                                        | 未配信       | 2021年7月5日   |
| (Malik)                                                         | 未配信       | 2021年7月15日  |
| (Toofaan)                                                       | 未配信       | 2021年7月16日  |
| (Narappa)                                                       | 未配信       | 2021年7月20日  |
| (Ikkat)                                                         | 未配信       | 2021年7月21日  |
| (Sarpatta Parambarai)                                           | 未配信       | 2021年7月22日  |
| (Kuruthi)                                                       | 未配信       | 2021年8月11日  |
| (Shershaah)                                                     | 未配信       | 2021年8月12日  |
| (Tuck Jagadish)                                                 | 未配信       | 2021年9月10日  |
| (Sunny)                                                         | 未配信       | 2021年9月23日  |
| (Raame Aandalum Raavane Aandalum)                               | 未配信       | 2021年9月24日  |
| (Bhramam)                                                       | 未配信       | 2021年10月7日  |
| (Udapirappe)                                                    | 未配信       | 2021年10月14日 |
| (Sardar Udham)                                                  | 未配信       | 2021年10月16日 |
| (Rathnan Prapancha)                                             | 未配信       | 2021年10月22日 |
| (Dybbuk)                                                        | 未配信       | 2021年10月29日 |
| (Jai Bhim)                                                      | 未配信       | 2021年11月2日  |
| (Jivan Sandhya)                                                 | 未配信       | 2021年11月9日  |
| (Dhummas)                                                       | 未配信       | 2021年11月23日 |
| (Drushyam 2)                                                    | 未配信       | 2021年11月5日  |
| (Chhorii)                                                       | 未配信       | 2021年11月26日 |
| (Bali)                                                          | 未配信       | 2021年12月9日  |
| (Mudhal Nee Mudivum Nee)                                        | 未配信       | 2022年1月21日  |
| (Mahaan)                                                        | 未配信       | 2022年2月10日  |
| (Gehraiyaan)                                                    | 未配信       | 2022年2月11日  |
| HOMESTAY (Homestay)                                             | 配信中       | 2022年2月11日  |
| (Jalsa)                                                         | 未配信       | 2022年3月18日  |
| (Sharmaji Namkeen)                                              | 未配信       | 2022年3月31日  |
| (Oh My Dog)                                                     | 未配信       | 2022年4月21日  |
| (Saani Kaayidham)                                               | 未配信       | 2022年5月6日   |
| 運命の扉 (About Fate)                                           | 配信中       | 2022年9月8日   |
| パラヴィの見つけた幸せ (Maja Ma)                                | 配信中       | 2022年10月6日  |
| アム― 〜負けない心〜 (Ammu)                                     | 配信中       | 2022年10月19日 |
| オーバードーズ 破滅の入り口 (Overdose)                          | 配信中       | 2022年11月4日  |
| ダイブ (La Caida)                                               | 配信中       | 2022年11月11日 |
| タイムトラベル家族 〜1991年から愛をこめて〜 (Tomorrow Is Today) | 配信中       | 2022年12月2日  |
| アワ 〜私は私の道を行く〜 (Hawa)                                | 配信中       | 2022年12月9日  |
| オフライン・ワールドへようこそ (Desconectados)                  | 配信中       | 2022年12月17日 |
| ルパン三世VSキャッツ・アイ                                      | 配信中       | 2023年1月27日  |
| ギャング・オブ・ラゴス (Gangs of Lagos)                         | 配信中       | 2023年4月7日   |
| メデジン 麻薬カルテルをぶっ潰せ! (Medellin)                     | 配信中       | 2023年6月2日   |
| 忘れられない年、夏 (An Unforgettable Year - Summer)             | 配信中       | 2023年6月2日   |
| 俺の過ち (Culpa Mia)                                            | 配信中       | 2023年6月8日   |
| 忘れられない年、秋 (An Unforgettable Year - Autumn)             | 配信中       | 2023年6月9日   |
| 忘れられない年、冬 (An Unforgettable Year - Winter)             | 配信中       | 2023年6月16日  |
| 忘れられない年、春 (An Unforgettable Year - Spring)             | 配信中       | 2023年6月23日  |
| サンティネル ～ドジな刑事はさえないシンガー～ (Sentinelle)      | 配信中       | 2023年9月8日   |
| イン・マイ・マザーズ・スキン (In My Mother's Skin)              | 配信中       | 2023年10月12日 |
| サイエン 死の砂漠 (Sayen: Desert Road)                          | 配信中       | 2023年10月20日 |
| もうひとりのゾーイ (The Other Zoey)                             | 配信中       | 2023年10月20日 |
| 祖国に翼を (Ae Watan Mere Watan)                                | 配信中       | 2024年3月21日  |
| 今後配信予定                                                    |              |                |

### ドキュメンタリー映画
| 作品名                                                                                               | 日本での配信 | 配信開始日     |
| --- | ------------ | -------------- |
| coldplay: A Head Full Of Dreams                                                                      | 配信中       | 2018年10月12日 |
| ジョナス・ブラザーズ 復活への旅 (Jonas Brothers: Chasing Happiness)                                  | 配信中       | 2019年6月4日   |
| アンディ・マリー: 再起までの道 (Andy Murray: Resurfacing)                                            | 配信中       | 2019年11月29日 |
| Alejandro Sanz: #Lagira de #eldisco                                                                  | 未配信       | 2019年12月5日  |
| ハピネスは続く: ジョナス・ブラザーズ コンサート (Happiness Continues: A Jonas Brothers Concert Film) | 配信中       | 2020年4月24日  |
| Amaia: Una vuelta al sol                                                                             | 未配信       | 2020年5月1日   |
| Ferro                                                                                                | 未配信       | 2020年11月6日  |
| Bastille - ReOrchestrated                                                                            | 配信中       | 2021年2月10日  |
| J・バルヴィン 〜メデジンから来た男〜 (The Boy From Medellín)                                         | 配信中       | 2021年5月7日   |
| P!ink: All I Know So Far (P!nk: All I Know So Far)                                                   | 配信中       | 2021年5月21日  |
| メアリー・J・ブライジ マイ・ライフ (Mary J. Blige's My Life)                                         | 配信中       | 2021年6月25日  |
| ジャスティン・ビーバー 〜僕たちのカウントダウンライブ〜 (Justin Bieber: Our World)                   | 配信中       | 2021年10月8日  |
| スコットという名の男 (A Man Named Scott)                                                             | 配信中       | 2021年11月5日  |
| 炎上する大地 (Burning)                                                                               | 配信中       | 2021年11月25日 |
| ルーシーとデジ 〜知られざる真実〜 (Lucy and Desi)                                                    | 配信中       | 2022年3月4日   |
| キック・ライク・タイラ 〜優しきファイター〜 (Kick like Tayla)                                        | 配信中       | 2022年6月16日  |
| フィールドの戦士たち 〜オーストラリアン・フットボールと先住民〜 (Warriors on the Field)              | 配信中       | 2022年7月7日   |
| KSI 〜あるユーチューバーの真実〜 (KSI: In Real Life)                                                 | 配信中       | 2023年1月27日  |
| ヴィクトリアズ・シークレット: ザ・ツアー 2023 (Victoria's Secret: The Tour '23)                      | 配信中       | 2023年12月1日  |
| 今後配信予定の作品                                                                                   |              |                |

### スタンドアップ・コメディー
| 作品名                                                                                              | 日本での配信 | 配信開始日    |
| --------------------------------------------------------------------------------------------------- | ------------ | ------------- |
| ジム・ガフィガンのかけがえのない時間 (Jim Gaffigan: Quality Time)                                   | 配信中       | 2019年8月16日 |
| フロー&ジョーンのアライブ・オンステージ (Flo and Joan: Alive on Stage)                              | 配信中       | 2019年8月19日 |
| エド・ギャンブルの (Ed Gamble: Blood Sugar)                                                         | 配信中       | 2019年8月19日 |
| ポール・チョードリーの「楽しんでる?」 (Paul Chowdhry: Live Init)                                    | 配信中       | 2019年8月19日 |
| クリス・ラムジーの (Chris Ramsey: Approval needed)                                                  | 配信中       | 2019年8月19日 |
| アリス・ウェッターランド 〜ママは人間 私も人間〜 (Alice Wetterlund: My Mama Is A Human And So Am I) | 配信中       | 2019年8月23日 |
| アロンゾ・ボッデンのヘビー・ライトウェイト (Alonzo Bodden: Heavy Lightweight)                       | 配信中       | 2019年8月23日 |
| ＃アイ・マム・ソー・ハード・ライブ (#IMomSoHard Live)                                               | 配信中       | 2019年8月23日 |
| マイク・E・ウィンフィールド：ステップマン (Mike E. Winfield: StepMan)                               | 配信中       | 2019年8月23日 |
| イラナ・グレイザー：地球炎上中 (Ilana Glazer: The Planet is Burning)                                | 配信中       | 2020年1月3日  |
| ジェイド・アダムス：真面目な黒のセーター (Jayde Adas: Serious Black Jumper)                         | 配信中       | 2020年1月3日  |
| ラッセル・ピーターズ：国外追放ワールドツアー (Russel Peters: Deported)                              | 配信中       | 2020年1月17日 |
| ロブ・ディレーニー：ジャッキー (Rob Delaney: Jackie)                                                | 配信中       | 2020年1月17日 |
| セリア・パクオラ: オールトーク (Celia Pacquola: All Talk)                                           | 配信中       | 2020年4月10日 |
| ゾーイ・クームス・マー: ボッシー・ボトム (Zoë Coombs Marr: Bossy Bottom)                            | 配信中       | 2020年4月10日 |
| アリス・フレイザー: 容赦ない現実 (Alice Fraser: Savage)                                             | 配信中       | 2020年4月17日 |
| トミー・リトル: 自称天才 (Tommy Little: Self-Diagnosed Genius)                                      | 配信中       | 2020年4月17日 |
| ディルク・ジャヤシンハ: 喜びの花束 (Dilruk Jayasinha: Live)                                         | 配信中       | 2020年4月23日 |
| ジュディス・ルーシー: ジュディス・ルーシー対男たち (Judith Lucy: Judith Lucy vs Men)                | 配信中       | 2020年4月24日 |
| レイノー&ウッドリー: フライ (Lano & Woodley: Fly)                                                   | 配信中       | 2020年5月1日  |
| トム・ウォーカー: 言葉よりマイム (Tom Walker: Very Very)                                            | 配信中       | 2020年5月1日  |
| アン・エドモンズ: あんた一体どうなっちゃってんの？ (Anne Edmonds: What's Wrong with You?)           | 配信中       | 2020年5月8日  |
| ジミー・O・ヤン: 人生はお買い得 (Jimmy O. Yang: Good Deal)                                          | 配信中       | 2020年5月8日  |
| トム・グリーソン: ジョイ (Tom Gleeson: Joy)                                                         | 配信中       | 2020年5月8日  |
| ジーナ･ブリヨン：懐かしの遊び (Gina Brillon: The Floor Is Lava)                                     | 配信中       | 2020年6月5日  |
| ジム・ガフィガン: 世界は驚きに満ちている (Jim Gaffigan: The Pale Tourist)                           | 配信中       | 2020年7月24日 |
| イアン・スターリング 〜前向きな失敗〜 ( Iain Stirling - Failing Upwards)                            | 配信中       | 2022年5月27日 |
| ジミー・O・ヤン: 人生おいくら? (Jimmy O. Yang: Guess How Much?)                                     | 配信中       | 2023年5月2日  |
| 今後配信予定                                                                                        |              |               |

### スペシャル
| 作品名                                                                            | 日本での配信 | 配信開始日     |
| --------------------------------------------------------------------------------- | ------------ | -------------- |
| サヴェージＸフェンティ・ショー (Savage X Fenty Show)                              | 配信中       | 2019年9月20日  |
| ケイシー・マスグレイヴスのクリスマス・ショー (The Kacey Musgraves Christmas Show) | 配信中       | 2019年11月29日 |
| サヴェージＸフェンティ・ショー (Savage X Fenty Show) vol.2                        | 配信中       | 2020年10月2日  |
| (What the Constitution Means to Me)                                               | 未配信       | 2020年10月16日 |
| さよなら2020年 (Yearly Departed)                                                  | 配信中       | 2020年12月30日 |
| サヴェージＸフェンティ・ショー (Savage X Fenty Show) vol.3                        | 配信中       | 2021年9月24日  |
| さよなら2021年 (Yearly Departed)                                                  | 配信中       | 2021年12月24日 |
| ザ・ウィークエンド x Dawn FM エクスペリエンス (The Weeknd X Dawn FM Experience)   | 配信中       | 2022年2月26日  |
| サヴェージＸフェンティ・ショー (Savage X Fenty Show) vol.４                       | 配信中       | 2022年11月9日  |
| 今後配信予定                                                                      |              |                |

## 独占配信

### 独占配信TV番組
これらの番組は、Amazon Original、PRIME ORIGINAL、PRIME 独占配信、あるいはPRIME EXCLUSIVEとして掲載されているが、Amazonが製作した番組ではない。上記の表記のない番組は除く。Amazonとは異なる放送局が自国で製作・放送したのち、Amazonが他の一部の国での独占的な配信権を購入している。
| 作品名                                                                                        | ジャンル                         | オリジナル放送局/国                                                | 配信地域                                       | シーズン                                | 開始            | 言語                                |
| --------------------------------------------------------------------------------------------- | -------------------------------- | ------------------------------------------------------------------ | ---------------------------------------------- | --------------------------------------- | --------------- | ----------------------------------- |
| 忍者ハットリくん                                                                              | アニメ                           | Nickelodeon India/インド                                           | インド、日本                                   | 4シーズン                               | 2016年          | 英語 タミル語 テルグ語 ヒンディー語 |
| クレヨンしんちゃん                                                                            | アニメ                           | ハンガマTV/インド                                                  | インド、日本                                   | 4シーズン                               | 2016年          | ヒンディー語 タミル語 テルグ語      |
| ドラえもん                                                                                    | アニメ                           | ハンガマTV/インド                                                  | インド、日本                                   | 4シーズン                               | 2016年          | ヒンディー語 タミル語 テルグ語      |
| チンプイ                                                                                      | アニメ                           | ハンガマTV/インド                                                  | インド、日本                                   | 1シーズン                               | 2016年          | ヒンディー                          |
| A Very English Scandal                                                                        | ドラマ                           | BBC/イギリス                                                       | 日本を除く全世界                               | ミニシリーズ 3エピソード                | 2018年          | 英語                                |
| Absentia                                                                                      | ドラマ                           | AXN/スペイン                                                       | アメリカ                                       | 2シーズン 20エピソード                  | 2017年 -        | 英語                                |
| Astra Force                                                                                   | アニメ                           | ディズニーチャンネル/インド                                        | インド                                         | 2シーズン                               | 2017年 -        | ヒンディー                          |
| アメリカン･ゴッズ (American Gods)                                                             | ドラマ                           | Starz/アメリカ                                                     | アメリカを除く全世界                           | 3シーズン 26エピソード                  | 2017年 - 2021年 | 英語                                |
| 内村さまぁ〜ず                                                                                | バラエティ                       | ネット配信/日本                                                    | 日本                                           | 2シーズン                               | 2015年          | 日本語                              |
| バッテリー                                                                                    | アニメ                           | フジテレビ（ノイタミナ）/日本                                      | 日本、アメリカ、イギリス、ドイツ、オーストリア | 1シーズン 11エピソード                  | 2016年          | 日本語                              |
| ロックなワンちゃん ブッカブー 〜いっしょに絵本を読もう！〜 (Bookaboo)                         | 子供番組                         | CITV/イギリス                                                      | アメリカ、日本                                 | 1シーズン 8エピソード                   | 2016年          | 英語                                |
| The Big C                                                                                     | ドラマ                           | Showtime/アメリカ                                                  | スイス                                         | 4 シーズン 40エピソード                 | 2010年 - 2013年 | 英語                                |
| The Bold Type                                                                                 | ドラマ                           | フリーフォーム/アメリカ                                            | イギリス、ドイツ、フランス、スペイン           | 1シーズン 10エピソード                  | 2017年          | 英語                                |
| ボッシュ: 受け継がれるもの (Bosch: Legacy)                                                    | ドラマ                           | Amazon Freevee/アメリカ                                            | 世界諸地域                                     | 2シーズン 20エピソード                  | 2022年-         | 英語                                |
| Catastrophe                                                                                   | コメディ                         | チャンネル4/イギリス                                               | 日本を除く全世界                               | 4シーズン 24エピソード                  | 2015年 – 2019年 | 英語                                |
| コミ・カレ!! (Community)                                                                      | コメディ                         | NBC/アメリカ                                                       | スイス                                         | 6シーズン 110エピソード                 | 2009年 - 2015年 | 英語                                |
| クルーエル・サマー (Cruel Summer)                                                             | スリラー                         | フリーフォーム/アメリカ                                            | アメリカ、カナダ、中国を除く全地域             | 2シーズン 20エピソード                  | 2021年          | 英語                                |
| ダメージ (Damages)                                                                            | ドラマ                           | FX/アメリカ                                                        | スイス                                         | 5シーズン 59エピソード                  | 2007年 - 2012年 | 英語                                |
| Doctor Thorne                                                                                 | ドラマ                           | ITV/イギリス                                                       | イギリス、日本を除く全世界                     | 1シーズン 3エピソード                   | 2016年          | 英語                                |
| The Exorcist                                                                                  | ドラマ                           | FOX/アメリカ                                                       | スイス                                         | 1シーズン 10エピソード                  | 2016年 - 2018年 | 英語                                |
| Falling Water                                                                                 | ドラマ                           | USAネットワーク/アメリカ                                           | スイス                                         | 1シーズン 10エピソード                  | 2016年 - 2018年 | 英語                                |
| Fleabag フリーバッグ                                                                          | コメディ                         | BBC Three/イギリス                                                 | イギリスを除く全世界                           | 2シーズン 12エピソード                  | 2016年 – 2019年 | 英語                                |
| Franklin & Bash                                                                               | ドラマ                           | TNT/アメリカ                                                       | スイス                                         | 4シーズン 40エピソード                  | 2011年 - 2014年 | 英語                                |
| 舟を編む                                                                                      | アニメ                           | フジテレビ（ノイタミナ）/日本                                      | 日本、アメリカ、イギリス、ドイツ、オーストリア | 1シーズン                               | 2016年          | 日本語                              |
| ホルト・アンド・キャッチ・ファイア (Halt and Catch Fire)                                      | ドラマ                           | AMC/イギリス                                                       | イギリス、アイルランド、スイス                 | 4シーズン 40エピソード                  | 2014年 - 2017年 | 英語                                |
| JUSTIFIED 俺の正義 (Justified)                                                                | ドラマ                           | FX/アメリカ                                                        | スイス                                         | 6エピソード 78エピソード                | 2010年 - 2015年 | 英語                                |
| くたばれケビン! (Kevin Can F**k Himself)                                                      | コメディ                         | AMC/アメリカ                                                       | 世界諸地域                                     | 1シーズン 8エピソード                   | 2021年          | 英語                                |
| 甲鉄城のカバネリ                                                                              | アニメ                           | フジテレビ（ノイタミナ）/日本                                      | 日本、アメリカ、イギリス、ドイツ、オーストリア | 1シーズン 12エピソード                  | 2016年          | 日本語                              |
| アウトランダー (Outlander)                                                                    | ドラマ                           | Starz/アメリカ                                                     | イギリス、オーストリア                         | 5シーズン 67エピソード                  | 2015年 -        | 英語                                |
| クズの本懐                                                                                    | アニメ                           | フジテレビ（ノイタミナ）/日本                                      | 日本、アメリカ、イギリス、ドイツ、オーストリア | 1シーズン                               | 2017年          | 日本語                              |
| サンダーバード ARE GO (Thunderbirds Are Go)                                                   | アニメ                           | ITV1/イギリス                                                      | アメリカ                                       | 3シーズン 38エピソード                  | 2016年 -        | 英語                                |
| The Path                                                                                      | ドラマ                           | Hulu/アメリカ                                                      | イギリス、アイルランド、スイス                 | 3シーズン 36エピソード                  | 2016年 -        | 英語                                |
| ヴァイキング 〜海の覇者たち〜 (Vikings)                                                       | ドラマ                           | ヒストリー/アメリカ                                                | イギリス、日本、アイルランド                   | 4シーズン 49エピソード                  | 2013年 -        | 英語                                |
| LUCIFER/ルシファー (Lucifer)                                                                  | ドラマ                           | Fox/アメリカ                                                       | イギリス・ドイツ                               | 2シーズン 35エピソード                  | 2016年 -        | 英語                                |
| Marvel's Cloak & Dagger                                                                       | ドラマ                           | El Rey Netork/アメリカ                                             | イギリス                                       | 1シーズン 13エピソード                  | 2014年          | 英語                                |
| スタートアップ (StartUp)                                                                      | ドラマ                           | Crackle/アメリカ                                                   | アメリカを除く全世界                           | 3シーズン 30エピソード                  | 2016年 -        | 英語                                |
| Black Sails/ブラック・セイルズ (Black Sails)                                                  | ドラマ                           | Starz/アメリカ                                                     | イギリス、アイルランド                         | 4シーズン 38エピソード                  | 2014年 - 2017年 | 英語                                |
| プリーチャー (Preacher)                                                                       | ドラマ                           | AMC/アメリカ                                                       | イギリス、ドイツ、日本、アイルランド、スイス   | 4シーズン 43エピソード                  | 2016年 - 2019年 | 英語                                |
| Life in Pieces                                                                                | コメディ                         | CBS/アメリカ                                                       | イギリス、アイルランド                         | 2シーズン 44エピソード                  | 2015年 -        | 英語                                |
| Casual                                                                                        | コメディ                         | Hulu/アメリカ                                                      | イギリス、アイルランド                         | 3シーズン 36エピソード                  | 2015年 -        | 英語                                |
| バッドランド~最強の戦士〜 (Into the Badlands)                                                 | ドラマ                           | AMC/アメリカ                                                       | イギリス、アイルランド                         | 3シーズン 32エピソード                  | 2015年 -        | 英語                                |
| エクスタント (Extant)                                                                         | ドラマ                           | CBS/アメリカ                                                       | イギリス                                       | 2シーズン 26エピソード                  | 2014年 - 2015年 | 英語                                |
| American Gothic                                                                               | ドラマ                           | CBS/アメリカ                                                       | イギリス                                       | 1シーズン 13エピソード                  | 2016年          | 英語                                |
| ガールフレンド・エクスペリエンス (The Girlfriend Experience)                                  | ドラマ                           | Starz/アメリカ                                                     | イギリス、アイルランド、スイス                 | 1シーズン 15エピソード                  | 2015年          | 英語                                |
| クロッシング・ライン〜ヨーロッパ特別捜査チーム〜 (Crossing Lines)                             | ドラマ                           | Rai 2/イタリア TF1/フランス NBC/アメリカ Sat.1/ドイツ AXN/ブラジル | イギリス                                       | 3シーズン 34エピソード                  | 2013年 - 2015年 | 英語                                |
| ホルト・アンド・キャッチ・ファイア (Halt and Catch Fire)                                      | ドラマ                           | AMC/アメリカ                                                       | イギリス、アイルランド、スイス                 | 4シーズン 40エピソード                  | 2014年 - 2017年 | 英語                                |
| Roadies                                                                                       | ドラマ                           | Showtime/アメリカ                                                  | イギリス                                       | 1シーズン 10エピソード                  | 2016年          | 英語                                |
| フレッシュ・アンド・ボーン (Flesh and Bone)                                                   | ミニシリーズ                     | Starz/アメリカ                                                     | イギリス、日本、アイルランド、スイス           | 1シーズン 8エピソード                   | 2015年          | 英語                                |
| Please Like Me                                                                                | コメディ                         | ABC/オーストラリア                                                 | イギリス                                       | 4シーズン 32エピソード                  | 2013年 - 2016年 | 英語                                |
| UnREAL                                                                                        | ドラマ                           | Lifetime/アメリカ                                                  | イギリス、ドイツ                               | 2シーズン 20エピソード                  | 2015年 -        | 英語                                |
| TURN: Washington's Spies                                                                      | ドラマ                           | AMC/アメリカ                                                       | イギリス、アイルランド、スイス                 | 4シーズン 40エピソード                  | 2014年 - 2017年 | 英語                                |
| The Bureau                                                                                    | ドラマ                           | Canal+/フランス                                                    | イギリス、アイルランド                         | 3シーズン 20エピソード                  | 2015年 -        | フランス語                          |
| The Red Road                                                                                  | ドラマ                           | SundanceTV/アメリカ                                                | イギリス、アイルランド、スイス                 | 2シーズン 12エピソード                  | 2014年 - 2015年 | 英語                                |
| Rescue Me                                                                                     | ドラマ                           | Showtime/アメリカ                                                  | スイス                                         | 7シーズン 93エピソード                  | 2004年 - 2011年 | 英語                                |
| Rogue                                                                                         | ドラマ                           | Audience/カナダとイギリス                                          | イギリス、アイルランド、スイス                 | 3シーズン 40エピソード                  | 2013年 -        | 英語                                |
| BrainDead                                                                                     | コメディ                         | CBS/アメリカ                                                       | イギリス、アイルランド                         | 1シーズン                               | 2016年          | 英語                                |
| Copper                                                                                        | ドラマ                           | BBC America/アメリカ                                               | イギリス                                       | 2シーズン 23エピソード                  | 2012年 - 2013年 | 英語                                |
| Matador                                                                                       | ドラマ                           | El Rey Network/アメリカ                                            | イギリス                                       | 1シーズン 13エピソード                  | 2014年          | 英語                                |
| メイドインアビス                                                                              | アニメ                           | AT-X/日本                                                          | 日本                                           | 1シーズン 13エピソード                  | 2017年          | 日本語                              |
| マクマフィア (McMafia)                                                                        | ドラマ                           | BBC One/イギリス AMC/アメリカ・カナダ                              | イギリス、アメリカ、カナダを除く全世界         | 1シーズン 8エピソード                   | 2018年          | 英語                                |
| The Missing                                                                                   | ドラマ                           | BBC/イギリス Starz/アメリカ                                        | イギリス、アメリカ、カナダを除く全世界         | 2シーズン 16エピソード                  | 2014年 - 2016年 | 英語                                |
| MR. ROBOT/ミスター・ロボット (Mr. Robot)                                                      | ドラマ                           | USAネットワーク/アメリカ                                           | スイス、イギリス、ドイツ、アイルランド         | 4シーズン 45エピソード                  | 2015年 - 2019年 | 英語                                |
| フィリップ・K・ディックのエレクトリック・ドリームズ (Philip K. Dick's Electric Dreams)        | ドラマ                           | channel 4/イギリス                                                 | アメリカ、日本                                 | 1シーズン 10エピソード                  | 2018年          | 英語                                |
| Picnic at Hanging Rock                                                                        | ドラマ                           | Foxtel/オーストラリア                                              | アメリカ                                       | 1シーズン 6エピソード                   | 2018年          | 英語                                |
| 96時間 ザ・シリーズ （Taken)シーズン2                                                         | ドラマ                           | NBC/アメリカ                                                       | 日本                                           | 2シーズン 26エピソード                  | 2018年          | 英語                                |
| 倒壊する巨塔－アルカイダと「9.11」への道 (The Looming Tower)                                  | ドラマ                           | Hulu/アメリカ                                                      | アメリカを除く全世界                           | ミニシリーズ 10エピソード               | 2018年          | 英語                                |
| ザ・テラー (The Terror)                                                                       | ドラマ                           | AMC/アメリカ                                                       | 日本                                           | 2シーズン 11エピソード                  | 2018年 -        | 英語                                |
| THE TUDORS〜背徳の王冠〜 (The Tudors)                                                         | ドラマ                           | AMC/アメリカ                                                       | スイス                                         | 4シーズン 38エピソード                  | 2007年 - 2010年 | 英語                                |
| ナイト・マネジャー (The Night Manager)                                                        | ドラマ                           | BBC/イギリス AMC/アメリカ                                          | 日本                                           | 1シーズン 6エピソード                   | 2016年 -        | 英語                                |
| 東京BTH〜TOKYO BLOOD TYPE HOUSE〜                                                             | ドラマ                           | 不明                                                               | 日本                                           | 1シーズン 10エピソード                  | 2018年          | 日本語                              |
| ザ・パージ (The Purge)                                                                        | ホラー                           | USAネットワーク/アメリカ                                           | 日本                                           | 2シーズン 12エピソード                  | 2018年 -        | 英語                                |
| MAGI 天正遣欧少年使節                                                                         | ドラマ                           | TBSビジョン/日本                                                   | 全世界                                         | 1シーズン 10エピソード                  | 2019年          | 日本語                              |
| 有田と週刊プロレスと                                                                          | バラエティ                       | フラッグ/日本                                                      | 日本                                           | 3シーズン 75エピソード                  | 2016年 -        | 日本語                              |
| Informer                                                                                      | ドラマ                           | BBC One/イギリス                                                   | 日本を除く全世界                               | 1シーズン 6エピソード                   | 2019年 -        | 英語                                |
| Thursday Night Football                                                                       | スポーツ中継                     | NFLネットワーク/アメリカ                                           | 全世界                                         | 3シーズン 32試合                        | 2017年 - 2019年 | 英語                                |
| エクスパンス -巨獣めざめる- (The Expanse) (S1-S3)                                             | SFドラマ                         | Syfy/アメリカ                                                      | 全世界                                         | 3シーズン 36エピソード                  | 2015年 - 2018年 | 英語                                |
| The ABC Murders                                                                               | ミステリー                       | BBC One/イギリス                                                   | アメリカ                                       | 3エピソード ミニシリーズ                | 2018年          | 英語                                |
| White Dragon                                                                                  | スリラー                         | ITV/イギリス                                                       | 日本を除く諸地域                               | 1シーズン 8エピソード                   | 2019年 -        | 英語                                |
| ぶらり路上プロレス                                                                            | バラエティ                       | クリーク・アンド・リバー社/日本                                    |                                                |                                         | 2016年 -        | 日本語                              |
| トレッドストーン (Treadstone)                                                                 | アクション                       | USAネットワーク/アメリカ                                           | アメリカ以外全世界                             | 1シーズン 10エピソード                  | 2019年          | 英語                                |
| リトル・ファイアー 〜彼女たちの秘密 (Little Fires Everywhere)                                 | ドラマ                           | Hulu/アメリカ                                                      | アメリカ、インドを除く全世界                   | 1シーズン 8エピソード                   | 2020年          | 英語                                |
| スタートレック:ピカード (Star Trek: Picard)                                                   | SF                               | CBS All Access/アメリカ                                            | アメリカ、カナダを除く全世界                   | 3シーズン 30エピソード                  | 2020年 - 2023年 | 英語                                |
| ウォーキング・デッド: ワールド・ビヨンド (The Walking Dead: World Beyond)                     | ドラマ                           | AMC/アメリカ                                                       | 世界諸地域                                     | 2シーズン 20エピソード                  | 2020年 - 2021年 | 英語                                |
| スタートレック:ローワー・デッキ (Star Trek: Lower Decks)                                      | SF                               | Paramount+/アメリカ                                                | 世界諸地域                                     | 3シーズン 30エピソード                  | 2020年 - 2022年 | 英語                                |
| ソウルメイト (Soulmates)                                                                      | SF/アンソロジー                  | AMC/アメリカ                                                       | 世界諸地域                                     | 1シーズン 6エピソード                   | 2020年          | 英語                                |
| (Wayne)                                                                                       | アクションコメディ               | YouTube Premium/アメリカ                                           | 世界諸地域                                     | 1シーズン 10エピソード                  | 2019年          | 英語                                |
| ナイン・パーフェクト・ストレンジャー (Nine Perfect Strangers)                                 | ドラマ                           | Hulu/アメリカ                                                      | アメリカ以外全世界                             | 8エピソード                             | 2021年          | 英語                                |
| モースト・デンジャラス・ゲーム (Most Dangerous Game)                                          | アクション                       | Quibi/アメリカ                                                     | 世界諸地域                                     | 1エピソード                             | 2021年          | 英語                                |
| ユミの細胞たち (Yumi's Cells) シーズン2                                                       | ドラマ                           | TVING/韓国                                                         | 世界諸地域                                     | 14エピソード                            | 2022年          | 韓国語                              |
| カーテンコール (Curtain Call)                                                                 | メロドラマ                       | KBS/韓国                                                           | 世界諸地域                                     | 16エピソード                            | 2022年          | 韓国語                              |
| 百人力執事 〜願い、かなえます〜 (May I Help You)                                              | メロドラマ                       | MBC TV/韓国                                                        | 世界諸地域                                     | 16エピソード                            | 2022年          | 韓国語                              |
| ソジンの家 (Jinny's Kitchen)                                                                  | リアリティ                       | tvN/韓国                                                           | 世界諸地域                                     | 2シーズン 12エピソード エピソード追加中 | 2023年-2024年   | 韓国語                              |
| ワイルド・アイルズ 壮観なイギリス諸島 (Wild Isles)                                            | ドキュメンタリー                 | BBC/イギリス                                                       | イギリスを除く全世界                           | 5エピソード                             | 2023年          | 英語                                |
| ペイバック〜金と権力〜 (Payback: Money and Power)                                             | ドラマ                           | SBS TV/韓国                                                        | 世界諸地域                                     | 12エピソード                            | 2023年          | 韓国語                              |
| ボラ！デボラ～恋にはいつでも本気～ (True to Love)                                             | ロマンチック・コメディ           | ENA/韓国                                                           | 世界諸地域                                     | 14エピソード                            | 2023年          | 韓国語                              |
| 九尾狐伝 1938 (Tale of the Nine Tailed 1938)                                                  | ファンタジー/アクション          | tvN/韓国                                                           | 世界諸地域(日本では非独占配信)                 | 12エピソード                            | 2023年          | 韓国語                              |
| ハートビート (Heartbeat)                                                                      | ファンタジー/コメディ            | KBS2/韓国                                                          | 製作国以外全世界                               | 16エピソード                            | 2023年          | 韓国語                              |
| 国民死刑投票 (The Killing Vote)                                                               | 犯罪スリラー                     | SBS TV/韓国                                                        | 世界諸地域                                     | 12エピソード                            | 2023年          | 韓国語                              |
| 誘拐の日 (The Kidnapping Day)                                                                 | 犯罪スリラー                     | ENA/韓国                                                           | 世界諸地域                                     | 12エピソード                            | 2023年          | 韓国語                              |
| ザ・コンチネンタル：ジョン・ウィックの世界から (The Continental: From the World of John Wick) | アクション/スリラー/ミニシリーズ | Peacock/アメリカ                                                   | アメリカ、中東、イスラエルを除く全世界         | 3エピソード                             | 2023年          | 英語                                |
| もうすぐ死にます (Death's Game)                                                               | ファンタジースリラー             | TVING/韓国                                                         | 世界諸地域                                     | 8エピソード                             | 2023年-2024年   | 韓国語                              |
| 私の夫と結婚して (Marry My Husband)                                                           | ロマンティックドラマ             | tvN/韓国                                                           | 世界諸地域                                     | 16エピソード                            | 2024年          | 韓国語                              |

### 独占配信映画
これらの映画は、Amazonオリジナル、PRIME ORIGINAL、あるいはPRIME EXCLUSIVEとして掲載されているが、Amazonは全世界で独占配信権を持たず、一部国でのみの独占配信権を得ている。上記の表記のない映画は除く。
| 作品名                                                            | ジャンル                 | オリジナル国        | 配信地域                                                                            | 上映開始 | 言語            |
| ----------------------------------------------------------------- | ------------------------ | ------------------- | ----------------------------------------------------------------------------------- | -------- | --------------- |
| 運命の扉 (About Fate)                                             | ロマンティック・コメディ | アメリカ            | 世界諸地域                                                                          | 2022年   | 英語            |
| Book of Love                                                      | ロマンティック・コメディ | アメリカ & メキシコ | 世界諸地域                                                                          | 2022年   | 英語            |
| キアラ・フェラーニ 〜アンポステッド〜 (Chiara Ferragni: Unposted) | ドキュメンタリー         | イタリア            | 日本                                                                                | 2019年   | イタリア語/英語 |
| ホルストン (Halston)                                              | ドキュメンタリー         | アメリカ            | 日本                                                                                | 2019年   | 英語            |
| ダイ・ハート (Die Hart)                                           | アクション・コメディ     | アメリカ            | 世界諸地域                                                                          | 2020年   | 英語            |
| アンソニー・ホプキンスのリア王 (King Lear)                        | 歴史劇                   | イギリス            | イギリスと日本を除く全世界                                                          | 2018年   | 英語            |
| ミートキュート 〜最高の日を何度でも〜 (Meet Cute)                 | ロマンティックコメディ   | アメリカ            | 世界諸地域                                                                          | 2022年   | 英語            |
| 人生の動かし方 (The Upside)                                       | ドラマ                   | アメリカ            | 製作国を除く全世界                                                                  | 2019年   | 英語            |
| ホンモノの気持ち (Zoe)                                            | SF                       | アメリカ            | アメリカ、カナダ、イギリス、アイルランド イタリア、オーストラリア、ニュージーランド | 2018年   | 英語            |